# Testigos de Jehová
Los testigos de Jehová son una organización religiosa y confesión cristiana milenarista y restauracionista con creencias y puntos de vista antitrinitaristas y apocalipticistas diferentes de las vertientes tradicionales e históricas del cristianismo. De acuerdo a su cosmovisión, ideología y sistema de creencias, se consideran a sí mismos una restitución del cristianismo primitivo y afirman que su objetivo es honrar a Jehová y evangelizar el Reino de Dios por todo el mundo, creencias que se basan en su entendimiento e interpretación de la Biblia, así como en puntos de vista heredados del movimiento de los estudiantes de la biblia y los movimientos religiosos del siglo XIX.
Su entidad jurídica, la Watch Tower Bible and Tract Society of Pennsylvania, fue fundada en 1881 por Charles Taze Russell, quien la presidió hasta su muerte, en 1916. Después de la muerte de Russell, una serie de disputas y pugnas por el liderazgo de la organización dio lugar al primer cisma del movimiento y al surgimiento de varias escisiones disidentes durante toda la década de 1920, mientras Joseph Franklin Rutherford tomó el control total de la Sociedad Watch Tower y sus propiedades. Tras la disolución de facto del movimiento de los estudiantes de la biblia, Rutherford hizo cambios significativos en su organización e ideología, incluyendo la adopción de la denominación testigos de Jehová en 1931 para distinguir radicalmente a la facción afín a Rutherford de las demás escisiones disidentes. En la actualidad, y tras el cisma posterior a las predicciones y profecías sobre 1975, la organización religiosa es dirigida por un Cuerpo Gobernante desde su sede principal en Warwick (Nueva York).
Este cuerpo se encarga de establecer la doctrina oficial de la congregación mundial. También se encarga de establecer la disciplina congregacional para sus adeptos, recogidas en su propia publicación de distribución interna Pastoreen el rebaño de Dios, así como en otras publicaciones como la edición de estudio de La Atalaya, el libro enciclopédico Perspicacia para comprender las escrituras y otros libros de estudio utilizados en sus actividades religiosas.
En el contexto de los países bajo democracias libres y bajo el estado de derecho, diversas situaciones vinculadas a la cultura interna y las creencias y prácticas religiosas de la denominación así como diversas vulneraciones a los derechos humanos y negligencias acreditadas han sido fundamentales en el desarrollo de la evolución del concepto jurídico del ejercicio de los derechos fundamentales y del ejercicio equilibrado de la libertad de conciencia y la libertad de asociación desde un enfoque de derechos humanos. En diversos países hoy bajo democracias libres, sentencias judiciales y procesos de justicia transicional sobre la materia con posterioridad a acontecimientos ocurridos durante el siglo XX han ayudado a ampliar la definición de libertades civiles en la mayoría de las sociedades occidentales, ampliando así los derechos humanos de millones de personas de diversas creencias en las siguientes décadas.
Asimismo, y en el contexto de países bajo democracias libres y bajo el estado de derecho, algunas prácticas de disciplina congregacional han sido cuestionadas, han sido materia de procesos judiciales de iure y han sido materia de debate por parte de la sociedad debido a diversas situaciones de vulneraciones graves a los derechos humanos documentadas así como diversas situaciones documentadas de exclusión social, discriminación, homofobia, violencia sexual, violencia intrafamiliar, aporofobia y conflictividad social, derivadas de sus prácticas de disciplina congregacional y la cultura autoritaria históricamente existente al interior de la organización. La disciplina interna en el marco del sistema de creencias de las comunidades de testigos de Jehová ha incluido el uso de mecanismos coercitivos como el ostracismo y la separación forzada de familias si un miembro es expulsado o censurado mediante mecanismos de juicio canónico, incluso si ha renunciado voluntariamente a la fe.   (hubieron cambios en la forma como se ve y la disciplina como el saludo a las personas que ya no son testigos de Jehová, también, ya no se les dice expulsadas, vean la atalaya de estudio agosto 2024 en jw.org https://www.jw.org/es/biblioteca/revistas/atalaya-estudio-agosto-2024/C%C3%B3mo-se-ayuda-a-los-que-han-sido-sacados-de-la-congregaci%C3%B3n/) (Nota: 
Debido a los alcances del sistema de creencias, ideología y cosmovisión escatológica en las congregaciones, los miembros bautizados pueden ser expulsados por mantener contacto con exmiembros, o por acceder a información que contradiga sus doctrinas. Estos puntos de vista han sido avalados y promovidos en sus publicaciones por décadas. Varios estudios académicos y estudios de caso señalan la disciplina interna como causa de estas vulneraciones, que pueden causar angustia psicológica, depresión, ataques de pánico u otros problemas de salud mental más graves como resultado de prácticas de exclusión social y otras negligencias. De acuerdo a casos documentados, algunos miembros, de forma sintomática, buscan su readmisión para mantener el contacto con sus amigos y familiares. Otros mecanismos de vulneración y extorsión han incluido acciones de lawfare en contra de sus víctimas y denunciantes de abusos ocurridos dentro de su organización, situaciones que constituyen en una vulneración grave de los derechos fundamentales. Sentencias judiciales en España, Noruega y Países Bajos han declarado que es veraz la causa de las víctimas de abuso eclesiástico, y que las manifestaciones públicas de las víctimas de abuso eclesiástico —que incluyen hechos acreditados de iure por el poder judicial y diversas comisiones sobre la materia en todo el mundo y el uso de la palabra secta y otros términos similares por parte de las víctimas para describir las negligencias y abusos al interior de la organización— están amparadas por los derechos a la libertad de expresión y la libertad de conciencia. Otras sentencias judiciales en diversos países han sido fundamentales respecto de la aplicabilidad de derechos fundamentales como el derecho a la salud  en el contexto del ejercicio autónomo de la libertad de conciencia  o el ejercicio de la libertad religiosa en las comunidades de pueblos originarios entre otras materias. Debido a estos acontecimientos y a la repercusión pública de situaciones de abuso eclesiástico y vulneraciones a los derechos humanos acreditadas en sentencias judiciales y comisiones nacionales sobre la materia, algunas doctrinas y prácticas han sido enmendadas por la organización religiosa en los últimos años.
Debido a los alcances del sistema de creencias, ideología y cosmovisión escatológica en las congregaciones, los miembros bautizados pueden ser sacados por mantener contacto con exmiembros, o por acceder a información que contradiga sus doctrinas. Estos puntos de vista han sido avalados y promovidos en sus publicaciones por décadas. Varios estudios académicos y estudios de caso señalan la disciplina interna como causa de estas vulneraciones, que pueden causar angustia psicológica, depresión, ataques de pánico u otros problemas de salud mental más graves como resultado de prácticas de exclusión social y otras negligencias. De acuerdo a casos documentados, algunos miembros, de forma sintomática, buscan su readmisión para mantener el contacto con sus amigos y familiares. Otros mecanismos de vulneración y extorsión han incluido acciones de lawfare en contra de sus víctimas y denunciantes de abusos ocurridos dentro de su organización, situaciones que constituyen en una vulneración grave de los derechos fundamentales. Sentencias judiciales en España, Noruega y Países Bajos han declarado que es veraz la causa de las víctimas de abuso eclesiástico, y que las manifestaciones públicas de las víctimas de abuso eclesiástico —que incluyen hechos acreditados de iure por el poder judicial y diversas comisiones sobre la materia en todo el mundo y el uso de la palabra secta y otros términos similares por parte de las víctimas para describir las negligencias y abusos al interior de la organización— están amparadas por los derechos a la libertad de expresión y la libertad de conciencia. Otras sentencias judiciales en diversos países han sido fundamentales respecto de la aplicabilidad de derechos fundamentales como el derecho a la salud  en el contexto del ejercicio autónomo de la libertad de conciencia  o el ejercicio de la libertad religiosa en las comunidades de pueblos originarios entre otras materias. Debido a estos acontecimientos y a la repercusión pública de situaciones de abuso eclesiástico y vulneraciones a los derechos humanos acreditadas en sentencias judiciales y comisiones nacionales sobre la materia, algunas doctrinas y prácticas han sido enmendadas por la organización religiosa en los últimos años.
En el contexto de conflictos bélicos, y en países bajo dictaduras de facto o regímenes bajo el estado confesional o el ateísmo de estado, algunas de las creencias y prácticas de la denominación religiosa como su oposición al servicio militar han motivado situaciones de represión política y terrorismo de Estado, especialmente durante el siglo XX en el contexto de las presidencias de Joseph Franklin Rutherford, Nathan Homer Knorr y Frederick William Franz.
Según sus propios datos, y de acuerdo a estadísticas de 2022, 2023 y 2024, sus publicaciones se distribuyeron en 239 países y territorios; contaban con una media mensual de 8,8 millones de «publicadores activos», alrededor de nueve millones de miembros bautizados han participado durante el año en actividades evangelizadoras en calidad de «publicadores» y una media de más de veinte millones de personas en todo el mundo participaron como asistentes en la conmemoración de la muerte de Jesucristo, también conocida como la conmemoración del 14 de Nisán. 

## Historia

### Russell y los Estudiantes de la Biblia (1881-1917)

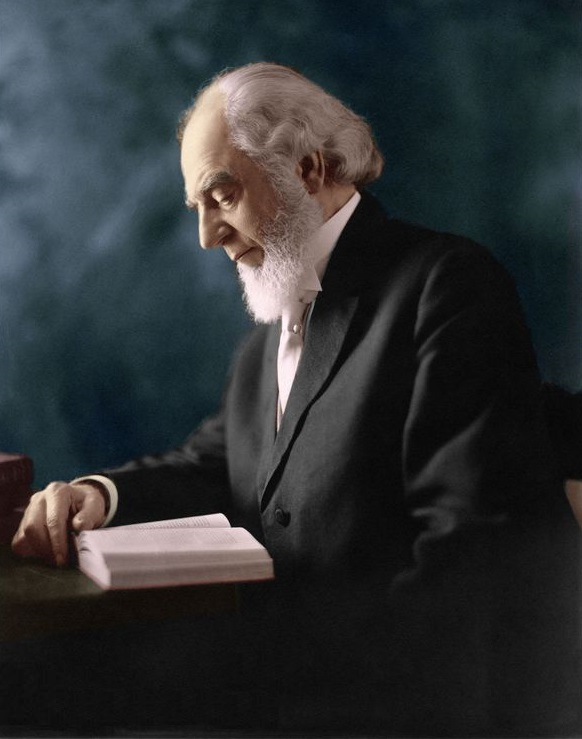
Charles Taze Russell fundó la Watch Tower Bible and Tract Society of Pennsylvania a partir del movimiento Estudiantes de la Biblia. Ejerció como presidente entre 1884 y 1916.

En 1870, Charles Taze Russell y otros formaron y organizaron un grupo de cristianos restauracionistas, milenaristas y antitrinitarios en el condado de Allegheny, Pensilvania, para estudiar la Biblia, grupo posteriormente conocido como el movimiento de los estudiantes de la Biblia. Durante su ministerio, Russell cuestionó muchos de los principios dominantes del cristianismo, incluida la inmortalidad del alma, el fuego del infierno, la predestinación, el regreso carnal de Jesucristo, la trinidad y otras creencias escatológicas.
En 1876 conoció a Nelson H. Barbour, con quien posteriormente redactaron y editaron conjuntamente el libro Three Worlds, que combinaba puntos de vista restauracionistas con hipótesis escatológicas.La publicación enseñaba que los tratos de Dios con la humanidad se desarrollaron de forma dispensacional, cada uno terminando con una "cosecha"; que Cristo había regresado como un espíritu invisible en 1874, inaugurando la "cosecha de la era del Evangelio"; y que 1914 marcaría el fin de un período de 2520 años llamado "los tiempos de los gentiles", momento en el cual la sociedad mundial sería reemplazada por el pleno establecimiento del reino de Dios en la tierra. Entre 1878 a 1879, Russell y Barbour editaron conjuntamente una revista religiosa, Herald of the Morning.
En junio de 1879, Barbour y Russell se separaron por diferencias doctrinales e ideológicas irreconciliables, y en julio de ese año, Russell comenzó a publicar la revista Zion's Watch Tower and Herald of Christ's Presence (en español, La Torre del Vigía, publicación antecesora de la revista La Atalaya), afirmando que su propósito era demostrar que el mundo estaba en "los últimos días" y que una nueva era de la restitución terrenal y humana bajo el reinado de Cristo era inminente.
Entre 1879 a 1881, las facciones del movimiento afines a las ideas e ideología de Russell fundaron como entidad legal la Zion's Watch Tower Tract Society. Los partidarios de la Sociedad Watchtower y el movimiento de los estudiantes de la Biblia se reunieron como congregaciones autónomas para estudiar la Biblia por temas. Se fundaron treinta congregaciones en los Estados Unidos y, durante los años 1879 y 1880, Russell visitó cada una de ellas para proporcionarles el formato que recomendaba para llevar a cabo las reuniones. Russell fue nombrado presidente en 1884, sucediendo a William Henry Conley, y la sociedad cambió más tarde su nombre por el de Watch Tower Bible and Tract Society of Pennsylvania, la que corresponde a la principal y más antigua entidad jurídica utilizada por los testigos de Jehová en la actualidad. Desde entonces la sociedad comenzó a publicar y distribuir diversas publicaciones en distintos idiomas, relacionadas con sus creencias.
Entre 1886 a 1904, una serie de publicaciones posteriormente conocidas como Studies in the scriptures (Estudios de las escrituras, en español), darían forma a la ideología y creencias escatológicas del movimiento religioso, basadas además en el interés de Russell por la piramidología y otras prácticas de esoterismo vinculados a la egiptología del siglo XIX como mecanismo de estudio sobre la escatología de la biblia. Siguiendo los puntos de vista de egiptólogos y escritores de la época como John Taylor, Charles Piazzi Smyth y Joseph Seiss, Russell sostenía que la Gran Pirámide de Guiza fue construida por los hebreos (asociándolos con los hicsos) bajo la dirección de Dios. Adoptó la terminología de Seiss, refiriéndose a la pirámide como "la Biblia en piedra". Sostuvo que ciertos textos bíblicos, incluido Isaías 19:19-20, profetizaron una comprensión futura de la Gran Pirámide. Creía que los diversos pasajes ascendentes y descendentes de la pirámide representaban conceptos bíblicos escatológicos como la caída de la civilización humana, la provisión de la Ley Mosaica, la muerte de Cristo y el juicio final y la instauración del reino de dios en la tierra. Los cálculos de Russell se basaron en el supuesto de que cada centímetro de los distintos pasajes representaba un año. Fechas de acontecimientos escatológicos y predicciones como las referidas a los años 1874, 1914 y 1918 y otros años posteriores —adoptadas posteriormente por las presidencias de Rutherford, Knorr y Franz como parte de la ideología y cosmovisión escatológica de las publicaciones de la sociedad Watchtower— surgieron de las hipótesis esotéricas de Russell.
Alrededor del año 1900, Russell había organizado a precursores de tiempo parcial y completo, nombraba misioneros extranjeros y establecía sucursales. En la década de 1910, la organización de Russell mantenía a casi un centenar de "peregrinos" o predicadores itinerantes. Russell participó en importantes esfuerzos editoriales a nivel mundial durante su ministerio y, hacia 1912, Russell era el autor cristiano de mayor distribución en los Estados Unidos. [cita requerida]
En 1909 la sede de la sociedad Watchtower se trasladó hasta Brooklyn, Nueva York, donde permaneció hasta 2017, año en que mudaron su sede a Warwick (Nueva York).
En 1914 se creó la primera entidad legal fuera de Estados Unidos, la International Bible Students Association en Gran Bretaña. Russell falleció dos años después. Para entonces, los estudiantes de la Biblia ya rechazaban doctrinas tales como la Trinidad, la inmortalidad del alma, el fuego del infierno y esperaban la Segunda Venida de Cristo para octubre de 1914 pero para entonces todavía celebraban la Navidad, los cumpleaños y aceptaban el símbolo de la cruz.

### Rutherford y los Estudiantes de la Biblia (1917-1931)

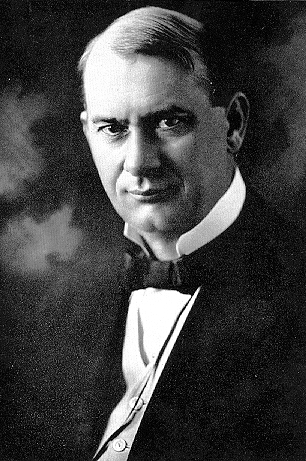
Joseph Franklin Rutherford, presidente de la Watch Tower Bible and Tract Society of Pennsylvania entre 1917 y 1942, y fundador en 1931 de los testigos de Jehová, tras la disolución de facto del movimiento de los estudiantes de la biblia.

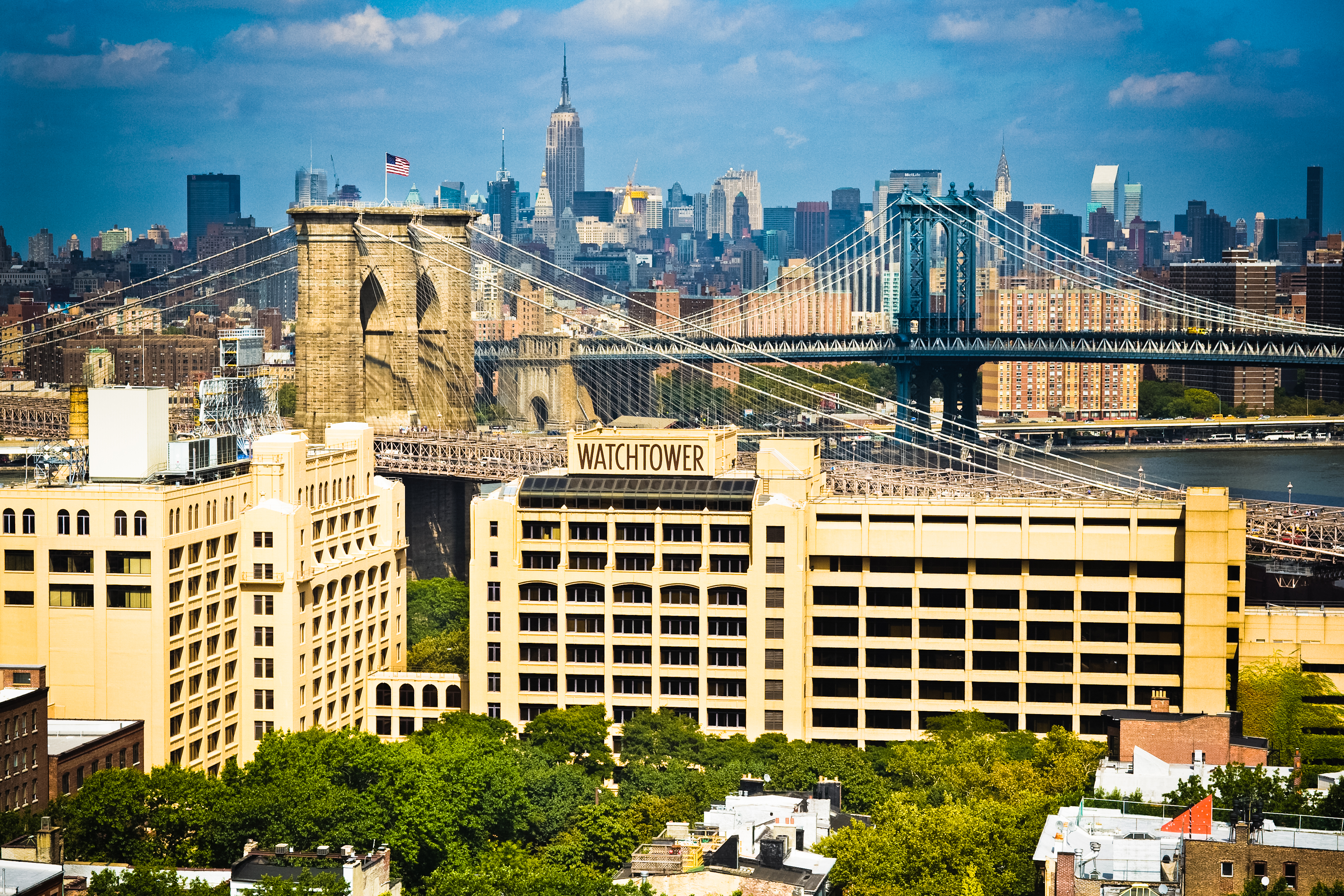
Edificio Watchtower, antigua sede mundial de los testigos de Jehová en Brooklyn, Nueva York, que utilizaron hasta el año 2016.

Tras el fallecimiento de Russell, la presidencia de la Watch Tower Bible and Tract Society of Pennsylvania fue asumida en 1917 por Joseph Franklin Rutherford. La elección de Rutherford como presidente de la organización ocurrió en medio de pugnas y disputas posteriores al fallecimiento de Russell en torno al liderazgo del movimiento y a acusaciones de miembros disidentes que cuestionaban su forma autocrática y autoritaria de gobernar. Durante su presidencia la organización aumentó considerablemente su alcance y difusión, a pesar de que bajo su liderazgo, varias facciones disidentes de las doctrinas y preceptos de Rutherford —decepcionadas además del fiasco de las profecías sobre 1919 y de la forma en cómo Rutherford abordó la situación— se separaron del entonces movimiento de los estudiantes de la Biblia y formaron organizaciones e iglesias disidentes separadas e independientes del control de la Sociedad Watch Tower,, muchas de ellas aún vigentes y activas a fecha de hoy. Hacia principios de 1919, una séptima parte de los asociados al movimiento de los estudiantes de la biblia se habían separado de la sociedad, y para fines de la década de 1920, tres cuartos de sus miembros originales ya militaban en iglesias disidentes fuera del control directo de la sociedad Watch Tower y/o en entidades y credos diferentes al movimiento de los estudiantes de la biblia.

### Adopción de la denominación de "testigos de Jehová" y constitución del movimiento por parte de las facciones afines a Joseph Rutherford (1931-1942)
Frente a las críticas de diversas denominaciones cristianas y de grupos disidentes de los estudiantes de la Biblia por sus principios doctrinarios, establecieron un nuevo cuerpo legal, mediante el que se obtuvieron fallos positivos en los tribunales de varios países que les dieron libertad de culto.[cita requerida] Consecuentemente, y por determinación de Rutherford, las facciones afines a la sociedad Watchtower se constituyeron formalmente bajo el nombre de «testigos de Jehová», basados en el pasaje del canon bíblico en Isaías 43:10, 11. El nombre del movimiento religioso creado por Rutherford y sus adherentes se adoptó el 26 de julio de 1931, durante la asamblea de Columbus, Ohio, celebrada entre el 24 y el 30 de julio de 1931.
Bajo esta nueva estructura organizacional, Rutherford instauró a partir de 1931 una serie de cambios a la doctrina que lo diferenciarían en su ideología y disciplina congregacional de las iglesias disidentes que se separaron del movimiento de los estudiantes de la biblia tras el cisma posterior al fiasco de las profecías y predicciones sobre 1919 y a la elección de Rutherford. En 1932, Rutherford eliminó de facto el sistema de ancianos elegidos directamente por los miembros de la organización a nivel congregacional y territorial, y en 1938 introdujo lo que llamó un sistema organizativo teocrático (literalmente, "gobernado por Dios" en palabras de Rutherford), según el cual los nombramientos en las congregaciones de todo el mundo se hacían directamente desde la sede de la organización en Estados Unidos. Desde 1932, se enseñó que el "pequeño rebaño" de 144.000 no sería el único pueblo que sobreviviría al Armagedón. Rutherford explicó que además de los 144.000 ungidos que resucitarían, o serían trasladados al morir, a vivir en el cielo para gobernar la tierra con Cristo, una clase separada de miembros, la "gran muchedumbre", viviría en un paraíso restaurado en la tierra ; a partir de 1935, los nuevos conversos al movimiento fueron considerados parte de esa clase.Asimismo, Rutherford enmendó la escatología del movimiento, de este modo, el momento del comienzo de la presencia de Cristo, su entronización como rey y el comienzo de los últimos días se fijaron al año de 1914.
A medida que evolucionaron sus interpretaciones de la Biblia, las publicaciones de los testigos de Jehová —fundamentalmente las revistas Consolación y La Torre del Vigía— decretaron que saludar a las banderas nacionales es una forma de idolatría, lo que condujo a un nuevo estallido de violencia popular y oposición gubernamental en los Estados Unidos, Canadá, Alemania y otros países. La membresía mundial de los testigos de Jehová llegó entonces a 113.624 miembros bautizados en 5323 congregaciones al momento de la muerte de Rutherford en enero de 1942.

### Presidencia de Nathan Knorr (1942-1976)
Entre 1942 y 1977, la presidencia de la Sociedad fue ejercida por Nathan Homer Knorr, quien ayudó a desarrollar los aspectos estructurales de la organización, fortaleció el Cuerpo Gobernante y creó diversas escuelas con el fin de estandarizar las tareas de evangelización, tales como la Escuela del Ministerio Teocrático (formación en oratoria) o la Escuela Bíblica de Galaad (formación misionera).[cita requerida] Bajo su liderazgo, Knorr encomendó a miembros bautizados y teólogos asociados la redacción de una nueva traducción de la biblia, la Traducción del Nuevo Mundo de las Sagradas Escrituras, publicada por primera vez en 1961.
La presidencia de Knorr también estuvo marcada por un uso cada vez mayor y frecuente de instrucciones explícitas a bautizados y miembros asociados, y a un mayor uso de procedimientos de juicio canónico para asegurar la disciplina congregacional en la organización. A partir de 1966, y debido al contexto sociopolítico y cultural de la guerra fría, así como de otras situaciones coyunturales como las hambrunas en países subdesarrollados, la guerra de Vietnam, la guerra de Yom Kippur, la masacre de Múnich en 1972 o la crisis política en Chile en el periodo 1972-1973, las publicaciones de los testigos de Jehová y los discursos de la asamblea generaron altas expectativas de la posibilidad de que la conclusión del sistema y el reinado de mil años de Cristo pudiera comenzar a fines de 1975 o poco después. El número de bautismos aumentó significativamente, de unos 59.000 en 1966 a más de 297.000 en 1974[cita requerida]. Para 1975, el número de miembros activos superaba los dos millones.

### Creación del Cuerpo Gobernante (1976-actualidad)
En 1976, y en medio de la crisis y cisma tras los cuestionamientos a la organización debido a las profecías y predicciones sobre 1975, Knorr traspasa formalmente las decisiones administrativas de la organización y las decisiones sobre las doctrinas canónicas e ideología al cuerpo gobernante de los testigos de Jehová, dejando a la presidencia de la organización en un rol secundario.
Tras el fallecimiento de Knorr, entre 1977 y 1992, Frederick William Franz, tío de Raymond Franz (que posteriormente marchó del Cuerpo Gobernante por desacuerdos), ejerció como presidente, quien era miembro del Cuerpo Gobernante y había sido vicepresidente desde 1945. Casi al término de su presidencia, en 1991, se levantaron las proscripciones de los testigos de Jehová en Europa Oriental y África.[cita requerida] Tras su muerte, Milton Henschel, antiguo asesor de Nathan Homer Knorr,[cita requerida] asumió la presidencia hasta el año 2000,[cita requerida] siendo luego reemplazado por Don Alden Adams, quien ejerció dicho cargo hasta 2014, sin ser miembro del Cuerpo Gobernante.[cita requerida] Actualmente el cargo es ejercido por Robert Ciranko.

## Creencias y prácticas

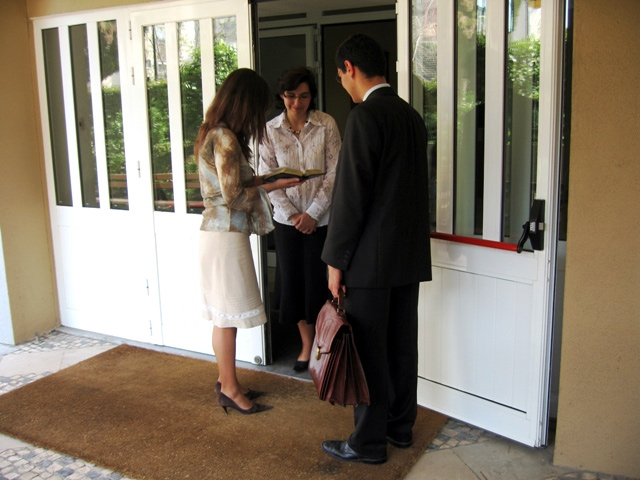
Testigos de Jehová predicando de casa en casa el evangelio en Lisboa, una práctica usual de sus miembros.

### Doctrinas
Los testigos de Jehová declaran basar sus creencias en la Biblia, libro que consideran como fuente exclusiva de referencia en asuntos doctrinales. Creen en Jehová como el único Dios, el cual es omnisciente pero no omnipresente, y se identifican como seguidores de un único líder, Jesucristo, a quien consideran hijo de Dios pero no un Dios en sí mismo, y a quien además identifican con el arcángel Miguel. Si bien aceptan a María como madre de Jesús, no la veneran ni la consideran madre de Dios. Creen en la Gran Apostasía y en el libre albedrío por sobre la predestinación. A diferencia de otras denominaciones cristianas, rechazan todas las doctrinas del Concilio de Nicea I y posteriores, entre ellas la Santísima Trinidad, el fuego del infierno y la inmortalidad inherente del alma. Realizan el bautismo por inmersión en agua y otros procedimientos regulados por las normativas de la organización, pero a diferencia de otras corrientes cristianas rechazan y desaconsejan el bautismo de menores de edad, ya que consideran que quienes se bautizan deben tener un conocimiento previo del evangelio para el ejercicio pleno del ministerio.
No celebran la Navidad, la Pascua, los cumpleaños ni otras fiestas y costumbres que consideran incompatibles con el cristianismo por sus orígenes paganos. Tampoco consideran obligatorio la observación del descanso semanal, debido a su interpretación bíblica del mandato de Jesucristo respecto de la ley mosaica y la observación del sábado a sus discípulos. De igual forma, y debido a su estricta disciplina congregacional, sus miembros bautizados deben mantener una estricta neutralidad política y probidad en el ejercicio del ministerio, lo que incluye, entre otras normas sobre la materia, no financiar o intervenir públicamente con recursos de la organización en campañas políticas, algo que distingue a los testigos de Jehová de otras corrientes y denominaciones cristianas como el pentecostalismo o el catolicismo. No obstante, y de acuerdo a la doctrina actual de la organización, votar en elecciones libres es decisión personal, anónima y confidencial de cada bautizado, y por lo tanto, no constituye en una obstrucción a sus deberes como bautizado.
Son contrarios al ecumenismo y a través de interpretaciones del apocalipsis y de teorías de la conspiración presentes en sus publicaciones, identifican a las demás religiones y denominaciones religiosas con el apelativo de «Babilonia la Grande». En sus liturgias evitan el uso de imágenes y símbolos, no le ofrecen adoración a la cruz cristiana (creen que Cristo en realidad murió en un madero de tormento) ni creen en los dones milagrosos, los cuales consideran que terminaron tras la muerte de los doce apóstoles.
Creen que la parusía ya se produjo en 1914, de modo que desde entonces Cristo está presente y ya reina de manera espiritual. Al mismo tiempo, creen que el armagedón está cerca, que antes del establecimiento del reino de Dios en la Tierra, la disciplina congregacional y el crecimiento espiritual a través del estudio de las escrituras es la única manera de salvarse, y que solo 144 000 humanos, «los ungidos», gobernarán con cristo en Cielo y en la tierra tras la conclusión del sistema. Consideran que la sociedad secular actual está moralmente corrupta e influida por Satanás, por lo que sus miembros deben limitar su interacción social con las personas ajenas a su fe. Se suelen referir a su cuerpo de creencias como «la verdad» y consideran que ellos están «en la verdad».
Los testigos de Jehová creen en un punto de vista híbrido sobre la creación que toma elementos de la ciencia sobre la creación, y elementos del creacionismo del vacío temporal y de la cosmovisión de la creación señaladas en el libro del génesis, con un período prolongado entre la creación inicial del universo y los "días creativos" posteriores en relación con la tierra, que se dice que han tomado "miles de años". En contraste con corrientes del cristianismo como el pentecostalismo y el evangelicalismo contemporáneos, descartan y rechazan el creacionismo de la Tierra Joven al que califican como "una hipótesis sin sustento bíblico y poco creíble", y según su doctrina, se afirma que los testigos de Jehová "no son creacionistas" sobre la base de que no creen que la tierra fue creada en seis días literales. Para ellos, la muerte y la vejez son una herencia del pecado original de Adán.
Piensan que Jesús no siguió la tradición judía de la no pronunciación del tetragrámaton, sino que por el contrario, mandó santificarlo y darlo a conocer como el nombre de su padre (Mateo 6:9; Juan 12:28; 17:3,6,26).

### Disciplina congregacional

Sala de reuniones habitualmente utilizada para los juicios canónicos y procedimientos de disciplina congregacional. ejercida entre tres ancianos de congregación y un miembro. Recreación con base en imágenes de archivo.

La disciplina congregacional de sus asociados y miembros bautizados incluye el ejercicio de acciones cotidianas como el entretenimiento o el protocolo formal en el cual deben concurrir a los servicios religiosos. Cualquier miembro que se involucre en una conducta que se considere "inapropiada" pueden ser aconsejados o reprendido en privado por los ancianos, y se les puede restringir o retener las responsabilidades o mandatos en el ejercicio dentro de la congregación. Pueden llegar a realizar comportamientos sectario o aplicar el ostracismo ante miembros que dejan de ser miembros, como por ejemplo por una falta de adaptación a su ideología discriminatoria contra la mujer o a la diversidad sexual. El objetivo de la disciplina congregacional es regular la conducta de sus asociados, miembros 'bautizados' y 'precursores' —los así llamados especialmente por una carga mayor de tiempo realizando proselitismo—, con base en su cuerpo de doctrinas y reglamentos fundamentados en sus principios ideológicos y escatológicos. En marzo de 2024, y debido a las repercusiones públicas de casos de abuso eclesiástico en diversos países, el miembro del cuerpo gobernante Mark Sanderson señaló mediante un comunicado difundido a través de la publicación JW Broadcasting que algunas normativas habituales de disciplina congregacional y protocolo referidas al trato de publicadores y asociados a exasociados y personas amonestadas por el comité judicial que asisten a las reuniones y actividades de la organización religiosa estarían sujetas a revisión en un futuro próximo, sin señalar explícitamente la forma o los mecanismos en que se implementarán estas modificaciones, a pesar de sugerir a los publicadores en ejercicio reinterpretar la doctrina con base en lo señalado en 2 Timoteo 2: 25. Del mismo modo, se anunciaron actualizaciones con relación al funcionamiento de los mecanismos de disciplina congregacional a través del comité judicial.
Los testigos de Jehová consideran como pecado e inmoralidad la masturbación, la pornografía, la fornicación, la homosexualidad, la bisexualidad, la pansexualidad, y el ejercicio libre y autónomo de los derechos reproductivos en el caso de embarazo no deseado o embarazo considerado como "clínicamente inviable" por razones clínicas o por representar un serio peligro para la salud ya sea por un cuadro ectópico o por un aborto espontáneo. Por faltas de conducta, los testigos de Jehová pueden ser sometidos a diversas acciones disciplinarias, que pueden variar desde la «censura» hasta la expulsión. Todo esto puede observarse en su "libro del anciano", o Pastoreen el rebaño de Dios.
En la actualidad, algunas acciones como la ludopatía, la práctica de artes marciales o el consumo excesivo de alcohol son sujetas a sanción disciplinaria. Anteriormente, y según lo señalado por La Atalaya y Despertad en sus ediciones de 1973, 1997 y 2005, se sugería desaconsejar el juego del ajedrez, la música rock heavy metal y rap, las películas y literatura de temas mágicos como vampiros, brujos, fantasmas, películas de acción o con contenido sexual. Otros aspectos de la disciplina congregacional sujetas a sanción incluyen la presentación personal de sus miembros y publicadores. Por décadas, desaconsejaban, entre otros aspectos, el uso de barbas y cabelleras largas en hombres y el uso de minifaldas o pantalones en las mujeres. En el año 2016, una aclaración sobre la doctrina publicada en la edición de estudio de La Atalaya señaló que dada su interpretación teológica respecto de la ley mosaica, no existía impedimento formal de que los publicadores de sexo masculino pudieran llevar barba, dependiendo del contexto local y sociocultural donde desempeñen sus labores misioneras. En diciembre de 2023, varias normativas respecto de la materia fueron actualizadas formalmente por el cuerpo gobernante de los testigos de Jehová a partir de esa fecha bajo el argumento de que el contexto actual y las convenciones sociales en diversos países sobre el uso de barba y el uso de indumentarias, obligaban a una reinterpretación formal sobre la materia, y, que en consecuencia, se sugería a los publicadores reinterpretar las normas de protocolo respecto de la materia en atención a Romanos 14:4 y 1° Corintios 7:21. Del mismo modo, se aclaró formalmente que el uso de barba por parte de los publicadores de sexo masculino, así como el uso de ciertas indumentarias por parte de publicadores de ambos sexos, eran materia de decisión personal.

### Prácticas
Los testigos de Jehová son conocidos por su predicación de casa en casa, donde distribuyen gratuitamente sus publicaciones, como La Atalaya y ¡Despertad!. También son conocidos por su oposición al servicio militar, su rechazo a los símbolos patrios y los nacionalismos. En general se declaran política y militarmente neutrales; por ello rechazan la violencia y el uso de armas, lo que en periodos históricos de guerras, dictaduras cívico-militares y conflictos armados como la Segunda Guerra Mundial provocó la persecución y matanza de sus miembros.
Diversas razones, incluyendo cambios en algunas de sus doctrinas, especialmente con posterioridad al cisma tras las predicciones y profecías sobre 1975, así como otros sucesos posteriores, han hecho modificar varias de sus prácticas, como en el caso de los roles, obligaciones y responsabilidades de miembros en calidad de 'publicadores', su relación con el estado y con las autoridades,[cita requerida] o la relación de sus miembros con la sociedad.[cita requerida]

#### Reuniones

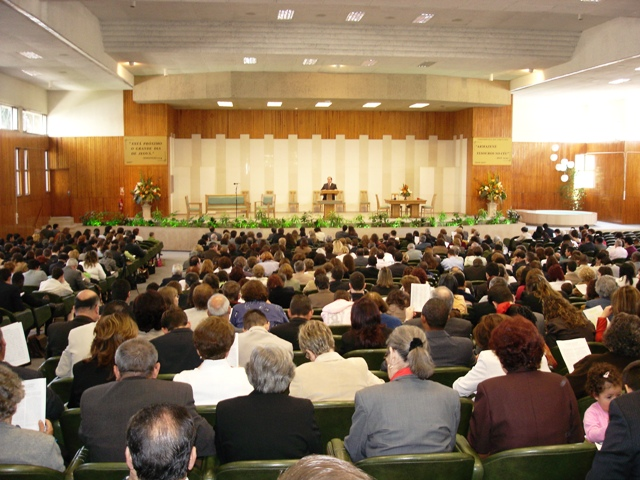
Reunión en una asamblea.

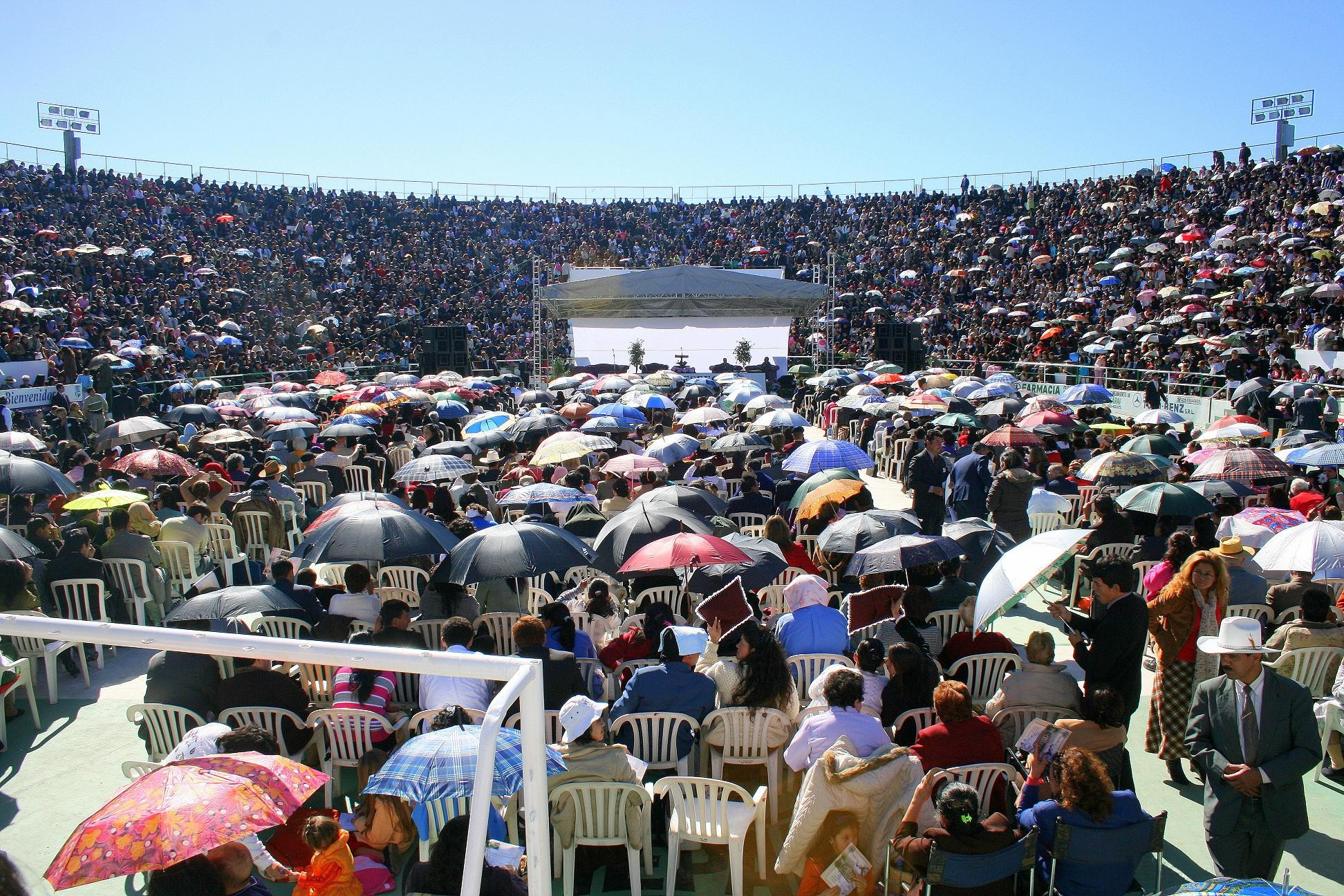
Asamblea Nacional de los testigos de Jehová de Paraguay, en el Estadio del Bicentenario Nacional de Ypacaraí.

Los testigos de Jehová se reúnen semanalmente con sus respectivas congregaciones en los denominados salones del Reino. También se reúnen en asambleas anuales y en su celebración anual de la Conmemoración de la muerte de Jesús o Cena del Señor. Esta última es la única ceremonia que celebran. La realizan una vez al año en la fecha que corresponde al 14 de Nisán según el calendario lunar bíblico (marzo/abril), en la que recuerdan la muerte de Jesucristo y la analizan desde un punto de vista religioso.
Los testigos de Jehová no creen en la transubstanciación, por lo que en estas ceremonias el pan y el vino tinto son solo elementos que representan simbólicamente los acontecimientos bíblicos descritos por los evangelios.
En sus reuniones se interpretan canciones compuestas íntegramente por testigos de Jehová. Entre sus cancioneros se encuentran Cantando y acompañándose con música en su corazón (1969), Canten alabanzas a Jehová (1986), Cantemos a Jehová (2009) y Cantemos con Gozo a Jehová (2017) todos ellos traducidos por la Watch Tower Society a numerosos idiomas.

#### Tratamientos médicos
Los testigos de Jehová rechazan las transfusiones de sangre debido a razones religiosas, pues afirman que tanto el Antiguo como el Nuevo Testamento mandan abstenerse de la sangre (Génesis 9:4; Levítico 17:10; Deuteronomio 12:23; Hechos 15:28, 29); ellos creen que para Dios, la sangre representa la vida (Levítico 17:14), de modo que afirman obedecer el mandato bíblico de abstenerse de la sangre por respeto a Dios, quien nos dio la vida. Rechazan hacerse transfusiones de sangre, incluso aunque de ello dependieran sus vidas, lo que ha conducido a numerosas muertes evitables, incluyendo de niños. Desde 1961, la aceptación de transfusiones de sangre por parte de un miembro sin posterior arrepentimiento es causa de expulsión. Solo aceptan la cirugía sin sangre.
Hasta la década de 1950, las publicaciones de la organización sugerían -mediante teorías de la conspiración y mecanismos de desinformación- rechazar la vacunación. En la actualidad, y debido a las secuelas globales de pandemias y endemias como la de la COVID-19, la poliomielitis, la AH1N1, el VPH y otras, la organización sugiere que todos los miembros y asociados se vacunen. En relación con la aceptación o donación de órganos y a la administración de medicamentos desarrollados con hemoderivados, actualmente, es un asunto de decisión personal, mientras no incluya transfusiones de sangre.
Los testigos de Jehová poseen dos servicios relacionados con este tema:
- Servicio de Información sobre Hospitales (SIH): creado en enero de 1988 en Brooklyn y posteriormente implementado en otros países. Se dedica a investigar y dar a conocer técnicas médicas sin uso de sangre. También procura mostrar a los médicos la postura de los testigos de Jehová referente a la sangre y llevar un registro de aquellos que estén dispuestos a atenderlos de acuerdo a sus condiciones.[w 51]
- Comité de Enlace con los Hospitales (CEH): principalmente dirigido a la visita de pacientes testigos de Jehová internados, y al diálogo con los facultativos. Sus miembros son entrenados por el SIH.[w 52] Críticos en la materia han señalado que su funcionamiento -especialmente en contextos donde no existen protocolos en atención a los derechos del paciente y al ejercicio autónomo del derecho a la salud en conformidad con los derechos a la libertad de conciencia y el derecho a la intimidad- ha incidido en situaciones de morbilidad y mortalidad innecesarias.[138][139]

## Organización

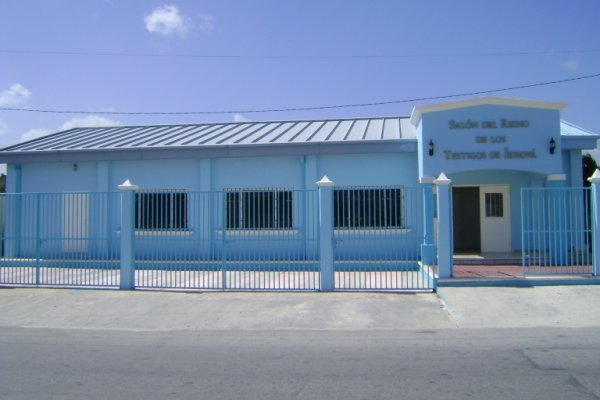
Salón del Reino de los testigos de Jehová en Cancún.

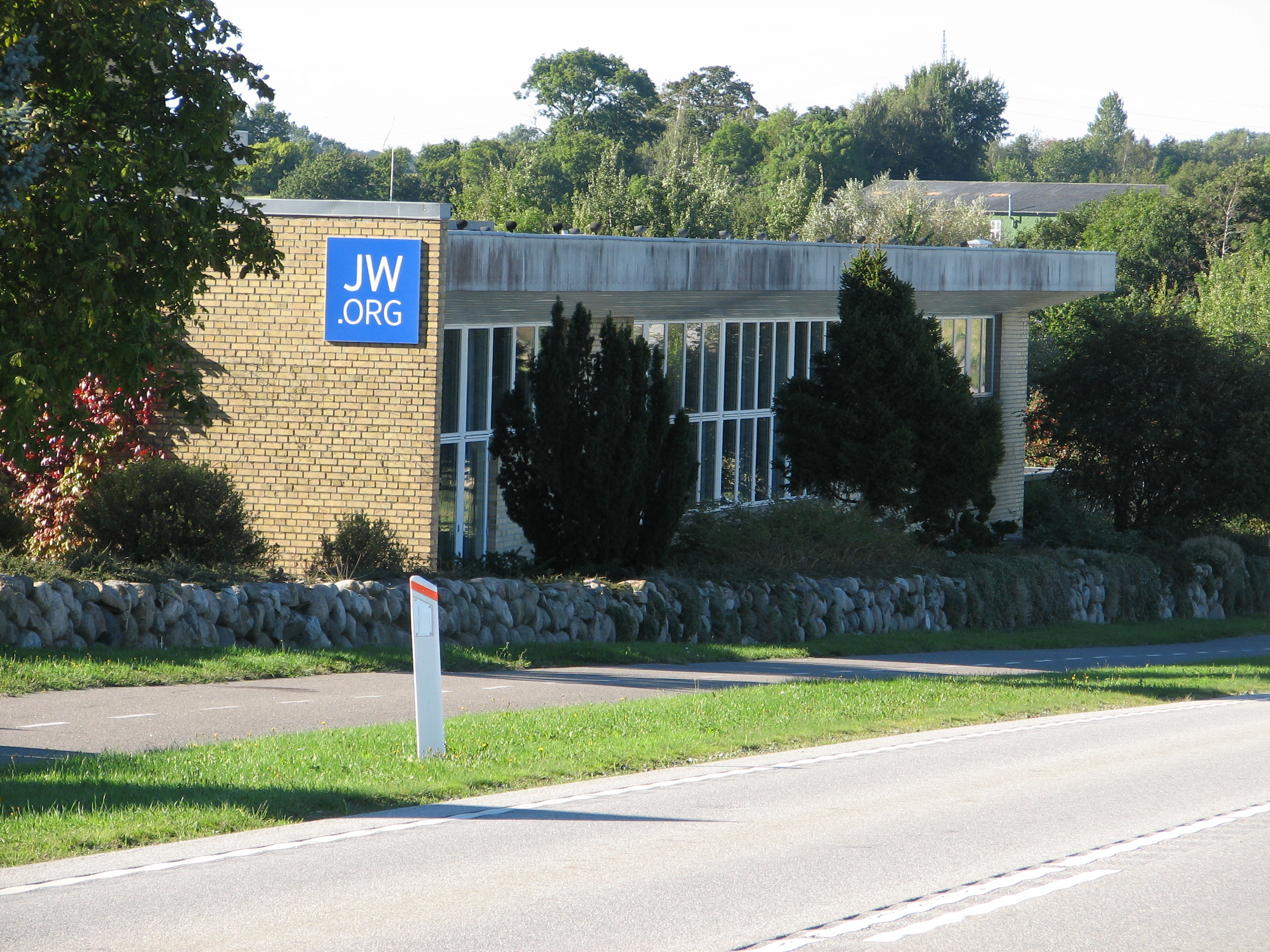
Salón de Asambleas de los testigos de Jehová en Herlufmagle, Dinamarca.

### Publicador no bautizado, bautizados, precursores y ancianos
Los testigos de Jehová organizan a sus miembros de manera jerárquica mediante 'nombramientos', y distintos cargos, asignaciones y responsabilidades a nivel local y a nivel territorial, en atención al ejercicio del ministerio por parte de los publicadores. Debido a su disciplina congregacional, sólo son elegibles para nombramientos en cargos o asignaciones de mayor rango y responsabilidad, aquellos que a criterio de las autoridades superiores se han destacado por sus "buenas acciones" en atención a la doctrina de la organización y a su labor evangelizadora . Los nombramientos habitualmente se comunican a los fieles en el contexto de las reuniones de congregación . Todo miembro que desea iniciarse empieza como 'publicador no bautizado'. Posteriormente este debe bautizarse para asumir el completo nombramiento de ser llamado "hermano" entre los testigos de Jehová y necesario para salvarse del apocalipsis o "gran tribulación". Posteriormente, este miembro también puede llegar a ser precursor, dedicando unas horas mensuales fijas a la evangelización, anciano (solo si es varón), para la dirección de las congregaciones, o conseguir 'nombramientos' de mayor rango a nivel territorial por parte de la sucursal nacional o del cuerpo gobernante.
Hasta noviembre de 2023, a los miembros en calidad de publicadores se les solicitaba habitualmente realizar un informe a final de mes, llamado informe mensual del servicio del campo, en el que se incluían las labores realizadas de evangelización como la cantidad de publicaciones impresas entregadas y las horas de predicación. Tras una resolución informada el 7 de octubre de 2023, la obligatoriedad de realizar dicho informe sólo está restringida a los miembros en calidad de precursores regulares, precursores auxiliares, misioneros, ancianos y superintendentes de circuito.
A sus miembros, la institución manda a mantener un comportamiento de acuerdo a sus doctrinas, distinguiéndose del resto de las personas en el ámbito cotidiano, que habitualmente son estigmatizadas y caricaturizadas mediante teorías de la conspiración difundidas en sus publicaciones y estudios bíblicos como "decadentes y corruptas". Una vez la persona acepta ser publicador o bautizado, acepta también abstenerse de todo tipo de actividades cotidianas con personas sin afinidad o vínculo directo con la organización religiosa, lo que incide significativamente en sus quehaceres en el ámbito seglar y profesional, y en caso de no ceñirse a las reglas o de distribuir o leer información contraria a su doctrina puede considerase como "apóstata" o ser "expulsado" mediante mecanismos de censura y juicio canónico.

### Cuerpo Gobernante
A partir de 1976, y debido a la crisis y cisma en la organización que estalló durante los últimos meses de la presidencia de Nathan Homer Knorr (1942-1977), el Cuerpo Gobernante de los testigos de Jehová quedó a cargo de las decisiones a nivel teológico y doctrinal, mientras que la corporación Watchtower Bible and Tract Society of Pennsylvania quedó a cargo de la administración y gestión de los activos de la organización y de la editorial.
La congregación cristiana de los testigos de Jehová es coordinada y dirigida a nivel mundial por el llamado Cuerpo Gobernante, organismo que ejerce como el consejo directivo de la organización, y cuya sede central se encuentra actualmente en Warwick (Nueva York). Todos los miembros del Cuerpo Gobernante se consideran ungidos, y están por sobre el presidente de la asociación legal. El organismo formula doctrinas, supervisa la producción de material escrito para las publicaciones y reuniones, y administra la gobernanza de la denominación a nivel de recursos humanos y asuntos canónicos. Las publicaciones oficiales habitualmente se refieren a los miembros del Cuerpo Gobernante como seguidores de Cristo y no como líderes religiosos. El organismo opera con el apoyo de sus seis comités, que desempeñan diversas funciones administrativas. Cada comité cuenta con la asistencia de "ayudantes", que no necesariamente profesan estar "ungidos". Las reuniones del Consejo de Administración habitualmente se llevan a cabo semanalmente a puertas cerradas. Desde el año 2000, los miembros del cuerpo gobernante no pueden ser a su vez directores u miembros de la administración de la Watchtower Bible and Tract Society of Pennsylvania y sus subsidiarias alrededor del mundo, labores administrativas que sólo pueden ser gestionadas por otros miembros de la organización religiosa.
Sus distintas sucursales son dirigidas a su vez por «comités de sucursal», los que están a cargo de un país o un grupo de países. Las sucursales se dividen a su vez en circuitos, compuestos por alrededor de veinte o más congregaciones que reciben regularmente visitas de los «superintendentes de circuito», para ayudarlas a organizar y ejecutar las predicaciones en sus territorios. Las congregaciones se reúnen en templos denominados «salón del Reino». Cada congregación tiene un «cuerpo de ancianos», a quienes se encomiendan diversas tareas de supervisión y pastoreo. Su órgano legal es la Watchtower Bible and Tract Society of Pennsylvania que participa como casa editora y distribuidora de sus publicaciones alrededor del mundo y como la entidad administradora de los activos de la organización.
Hacia 2013, el Cuerpo Gobernante estaba compuesto por David H. Splane, Anthony Morris III, D. Mark Sanderson, Geoffrey W. Jackson, M. Stephen Lett, Samuel F. Herd y Gerrit Lösch y Guy H. Pierce. El actual presidente en ejercicio de la Watch Tower Bible and Tract Society of Pennsylvania, es Robert Ciranko. Tras la muerte de Guy H. Pierce, en 2018 se integró Kenneth Cook. Asimismo, y en sustitución de Anthony Morris III, se integraron en 2023 Gage Fleegle y Jeffrey Winder. A fines de 2024, se integraron Jody Jedele y Jacob Rumph. 

### Comité judicial
Cuando un testigo de Jehová comete lo que, de acuerdo con las creencias y normativas de la comunidad, es un pecado, este es juzgado por un «comité judicial», el cual está conformado por tres o más «ancianos». El comité se reúne con el acusado para establecer la gravedad del pecado realizado. Si el «pecador» muestra arrepentimiento, se le aplica una «censura», es decir, una serie de sugerencias basadas en la Biblia que para ellos tienen como finalidad la reconciliación del acusado con Jehová. En caso de seguir estas sugerencias, la censura se hace pública a los demás miembros de la congregación, y se considera a la persona «censurada». Si, por el contrario, durante la etapa de censura el acusado no muestra arrepentimiento, entonces la persona es expulsada de la congregación y aislada de ésta. Históricamente, y debido a la cultura autoritaria y sistema de creencias existente al interior de las comunidades, la persona que es sancionada pierde contacto con sus parientes y el grupo familiar adherido a la congregación, y los miembros de la congregación no vuelven a saludarlo ni a tener contacto social con él.
Una persona también puede desasociarse voluntariamente, aunque sin embargo, y de acuerdo a las doctrinas actualmente vigentes sobre la materia, el tratamiento en particular respecto de estos casos es decisión de conciencia de cada miembro en ejercicio en atención a doctrinas como el libre albedrío.

### Financiamiento

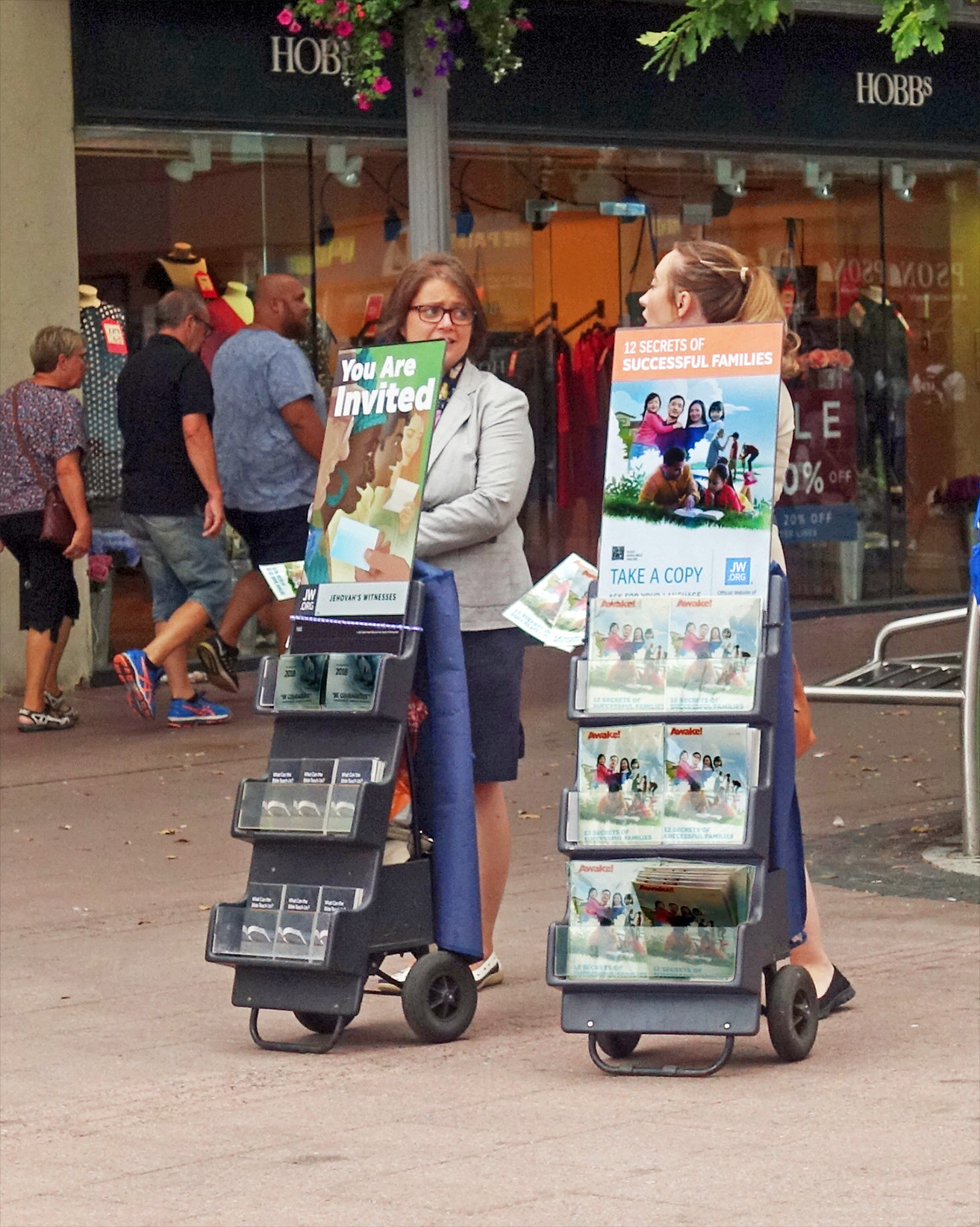
Puesto callejero de reparto de publicaciones, exhibidor.

El financiamiento de los testigos de Jehová depende fundamentalmente de la corporación Watchtower Bible and Tract Society of Pennsylvania, principalmente dedicada al sector editorial e inmobiliario.   Asimismo, la organización religiosa también recibe financiamiento de donaciones particulares a través de sus sucursales en los países y territorios donde operan. Versiones y testimonios de exasociados han afirmado que al interior de la sociedad Watchtower, trabajan numerosos testigos de Jehová de manera voluntaria, sin recibir remuneraciones. Según un libro de 2009 del autor Wilbur Lingle, alrededor del 70 % de sus ingresos provienen de sus millones de publicaciones que distribuyen anualmente a precios ligeramente superiores a los costos de impresión. Sin embargo, y debido a sus reestructuraciones en los países donde opera, en la actualidad gran parte de sus ingresos procede de sus intereses en el sector inmobiliario.[cita requerida] Debido a su poder en el sector inmobiliario, en Estados Unidos la organización fue clasificada en el año 2001 como una de las cincuenta corporaciones en Nueva York con mayor valorización patrimonial por concepto de activos fijos, que para entonces se estimaban en más de 950 millones de dólares de la época. La venta del edificio Watchtower en Nueva York y de otras propiedades anexas en el año 2016, inicialmente valorizadas en 340 millones de dólares, generó utilidades para la organización religiosa por más de 700 millones de dólares.
La organización, por su parte, defiende que están establecidos legalmente como una corporación sin ánimo de lucro, por lo que sostienen que no tienen permiso para vender nada.[cita requerida] No obstante, debido a las legislaciones sobre la materia en diversos países, la gestión y administración de las sucursales difiere en sus mecanismos utilizados. En Estados Unidos, y tras las repercusiones públicas de la sentencia de la Corte Suprema de los Estados Unidos sobre el caso Jimmy Swaggart Ministries v. Board of Equalization of California, la organización religiosa opera desde 1990 como una entidad regulada como una organización 501(c)(3). Debido a este estatus legal, la organización religiosa no puede por ejemplo apoyar u financiar directamente a candidatos a cargos públicos y partidos políticos en Estados Unidos y en el exterior y están sujetas a restricciones muy estrictas en el ejercicio del lobby ante organismos públicos y autoridades en ese país, debido a lo establecido por la Enmienda Johnson promulgada en 1954. En contraste, en otros países con una legislación más estricta como Reino Unido, Australia o Francia así como en países con legislaciones más laxas sobre la materia como en el caso de los países latinoamericanos, la organización de las sucursales habitualmente funciona a través de al menos dos personalidades jurídicas diferentes -como el caso de IBSA e IBSA London Properties en Reino Unido- a fin de cumplir con la legislación tributaria de esos países. De ahí que su obra se sostenga solo con donaciones voluntarias y otros mecanismos de financiamiento como la venta de activos inmobiliarios y que sus publicaciones estén accesibles gratuitamente tanto en papel como en formato electrónico a través de su web.
A partir de las repercusiones públicas de situaciones de lawfare y SLAPP en contra de víctimas de abuso eclesiástico en Noruega, así como de casos de abusos sexuales contra menores de edad cometidos por publicadores de la organización, en el año 2022, la sucursal en ese país pierde el registro como persona jurídica y el derecho a recibir subvenciones y ayudas estatales conforme a la legislación de ese país, por considerar que las normas de disciplina congregacional constituyen una violación a los derechos fundamentales. Otros cuestionamientos sobre el financiamiento de la organización en Noruega han incluido sospechas sobre irregularidades en la venta de activos inmobiliarios.
Hasta 1990, la organización recibía financiamiento directo a través de la venta o subscripción de sus publicaciones impresas. A partir de ese año, formalmente rechazan el pago de diezmos o cuotas obligatorias o de membresía, y por disposiciones de la organización religiosa, tampoco pasan ofrenderos entre los congregados durante la celebración de sus actividades religiosas; pero sí mantienen alcancías que ponen fijas en los Salones del Reino y ocasionalmente en coliseos y estadios cuando efectúan sus asambleas. Estas contribuciones habitualmente son usadas para la traducción e impresión de más publicaciones, atender a misioneros y ministros viajantes, construir o renovar lugares de reunión y sucursales en países en vías de desarrollo y atender a las víctimas de desastres naturales.

## Publicaciones

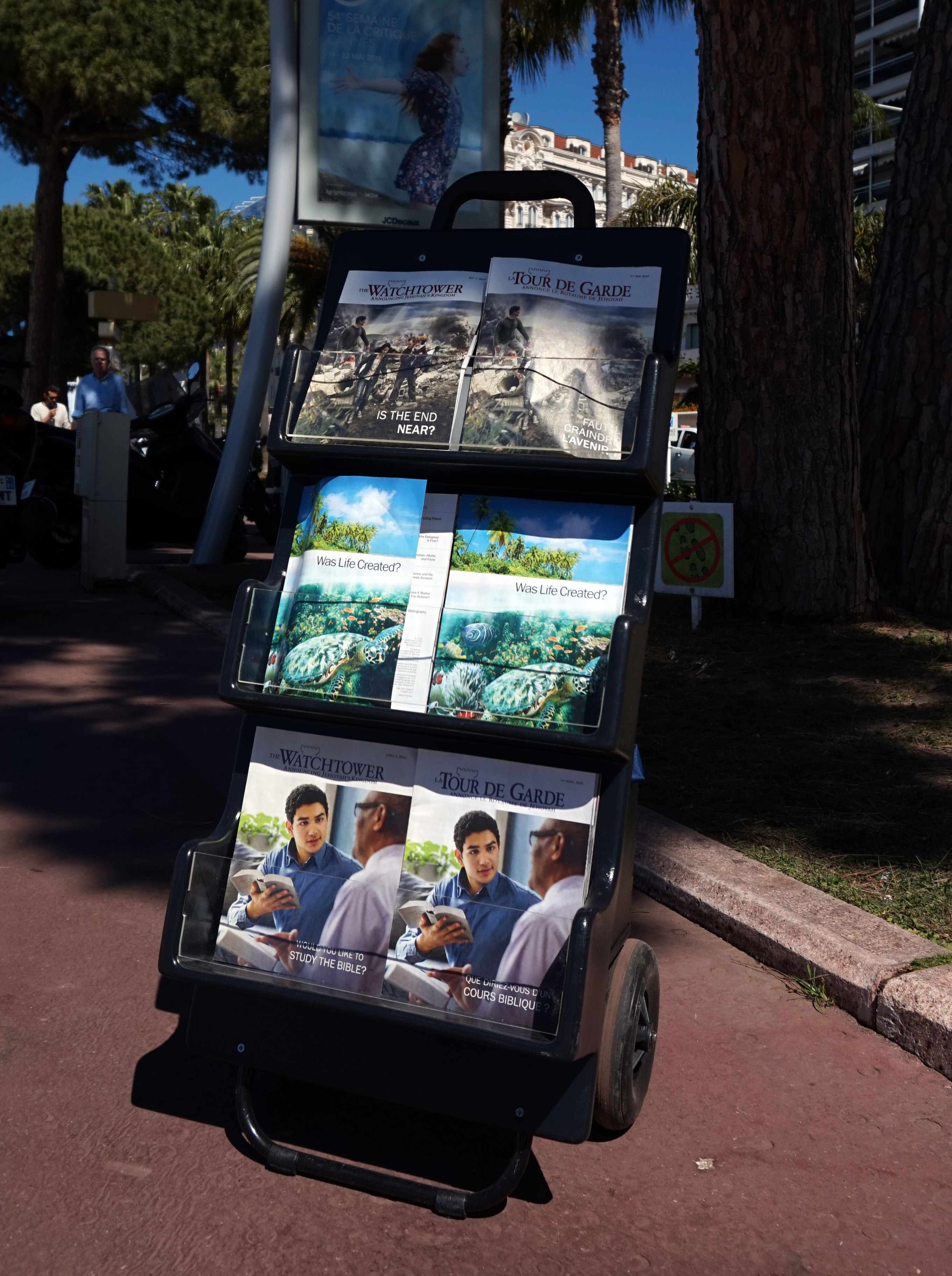
Exhibidor con ejemplares en inglés y francés de La Atalaya y la edición en inglés de la publicación ¿Es la vida obra de un creador?, publicaciones de la Watchtower Bible and Tract Society of Pennsylvania.

Desde sus inicios en 1931, tanto la sede central como las sucursales de los testigos de Jehová han realizado una intensa actividad editorial evangelizadora, que incluye la publicación de numerosos textos al año, incluidas biblias, libros, folletos, tratados religiosos, vídeos y música, entre otros.
La Atalaya y Despertad, sus revistas más conocidas, y sucesoras de las revistas La Torre del Vigía y Consolación respectivamente, se comenzaron a publicar a fines de la década de 1940, varios años después de la refundación de la Watch Tower Bible and Tract Society of Pennsylvania tras el cisma ocurrido en los primeros años de la presidencia de Rutherford durante la década de 1920.[cita requerida] Mediante su nueva entidad legal, creada en 1931, los testigos de Jehová comenzaron a publicar su propia Biblia y otros tratados a partir de la década de 1950, dejando de predicar con la Biblia del rey Jacobo, y otras ediciones, que habían utilizado hasta entonces.[cita requerida] En un comienzo utilizaron imprentas externas, y adquirieron en Estados Unidos los derechos de distintas versiones de la Biblia ya existentes:[cita requerida]
- 1896: 12.ª edición revisada del Nuevo Testamento, con traducción del británico Joseph B. Rotherham
- 1902: The Emphatic Diaglott, con traducción del británico Benjamin Wilson de la versión griega de J. J. Griesbach.
- 1903: Holman Linear Bible, versiones autorizada y revisada de la traducción desde el hebreo y el griego.
- 1907: Edición de los Estudiantes de la Biblia, versión de la Biblia del rey Jacobo con notas marginales y un apéndice preparado por ellos mismos.

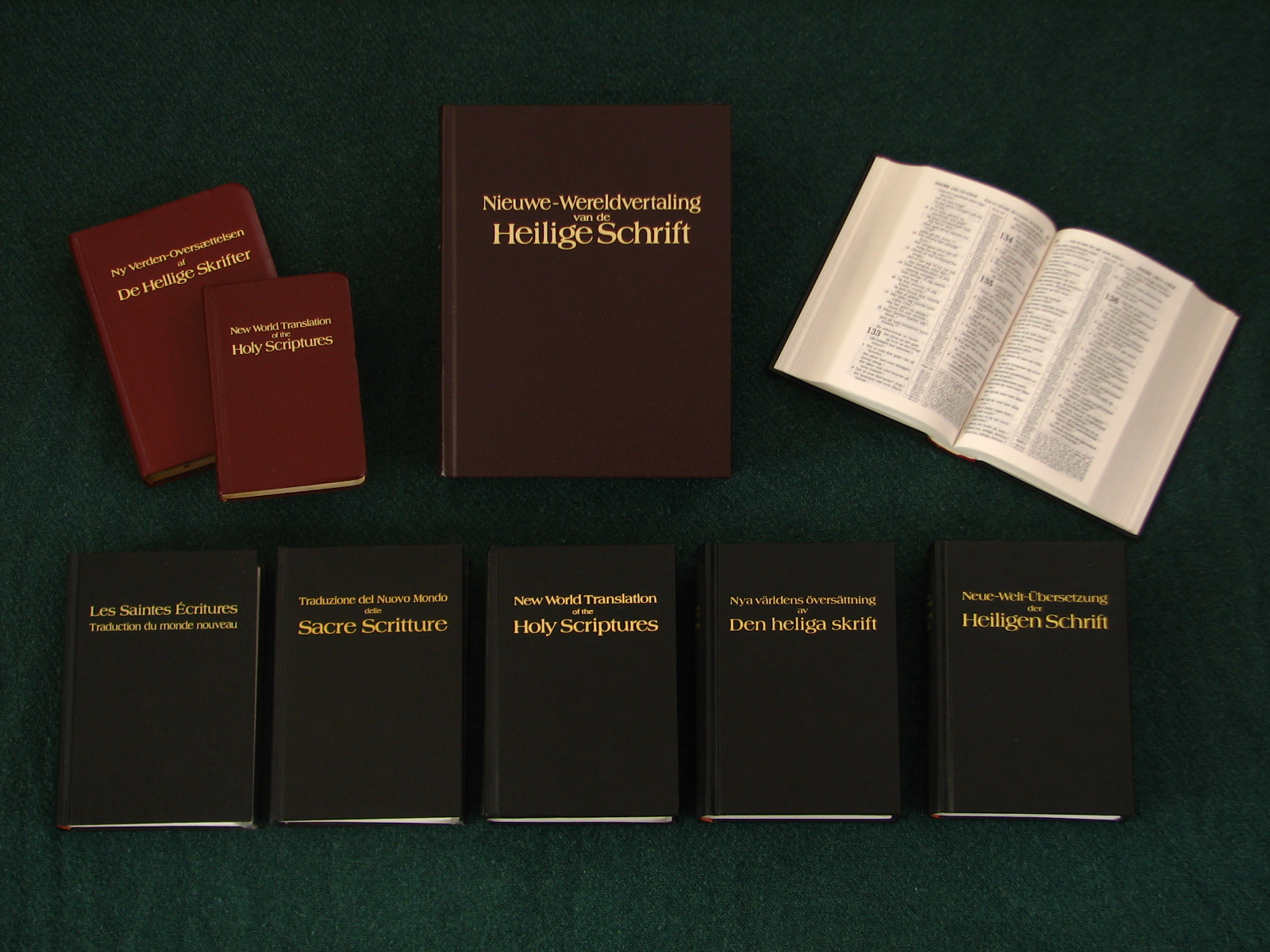
Actualmente, los testigos de Jehová editan y distribuyen millones de ejemplares de sus versiones de la Biblia, en numerosos idiomas.

En diciembre de 1926, El Diaglotón Enfático se convierte en la primera versión bíblica impresa directamente en las prensas de la Watch Tower Bible and Tract Society of Pennsylvania, ubicada en Brooklyn, Nueva York.[cita requerida] Desde entonces comenzaron a imprimir diversas versiones de la Biblia independientes:
- 1942: Versión autorizada, con nuevos títulos añadidos en cada página y un apéndice que incluye una lista de nombres propios con su significado.
- 1944: American Standard Version de 1901, comprada y editada ese año por la «Sociedad Watch Tower».
- 1950: Nuevo Testamento de la Traducción del Nuevo Mundo de las Santas Escrituras, versión privada basada en textos de Westcott y Hort.
- 1960: Antiguo Testamento de la Traducción del Nuevo Mundo de las Santas Escrituras, versión privada.
- 1961: Traducción del Nuevo Mundo de las Santas Escrituras, versión privada.
- 1972: The Bible in Living English, con traducción de Steven T. Byington.

La Sociedad Watchtower ha declarado públicamente haber producido más de 227 millones de ejemplares en formato físico de la Traducción del Nuevo Mundo, en su totalidad o en parte, en más de 185 idiomas.[cita requerida] En el año 2010, La Atalaya y ¡Despertad! fueron las revistas de mayor tiraje en el mundo en formato físico.[cita requerida] Más de 2000 voluntarios en todo el mundo traducen las publicaciones de la organización y producen publicaciones en alrededor de 1000 idiomas.[cita requerida] A partir de la década de los 2000, las publicaciones también están disponibles en el sitio web de la organización.

## Demografía y estadísticas

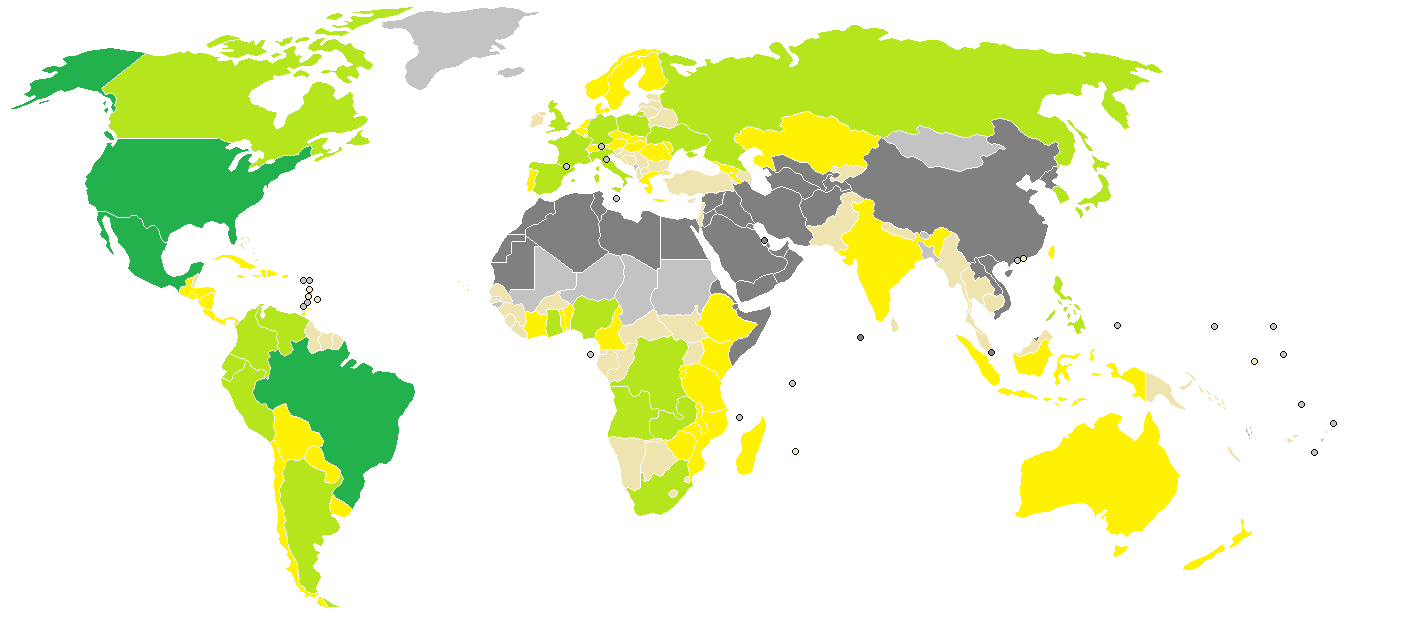
Media promedio de miembros bautizados en calidad de "publicadores" por cada 100000 habitantes según estadísticas de la organización al año 2020.

Los testigos de Jehová están presentes en un gran número de países, aunque no forman una proporción amplia de la población en ninguno de ellos. A diferencia de otras confesiones religiosas que contabilizan sus miembros por la asistencia anual a sus servicios o por sus miembros bautizados, los testigos de Jehová añaden a sus estadísticas únicamente los que son publicadores o predicadores activos.
Hacia 2014, y debido a su alcance de audiencia en diversas lenguas, el sitio web de la organización religiosa llegó a ser uno de los sitios web de temática religiosa más consultadas en el mundo, de acuerdo a estadísticas de Alexa Internet. El número de interesados o simpatizantes de su labor habitualmente se muestra por la asistencia a su reunión anual, la Conmemoración del 14 de nisán. De acuerdo con sus propios datos, durante el periodo comprendido entre los años 2013 a 2024, un estimado de audiencia anual que oscila entre los 17 a 21 millones de personas en todo el mundo asistieron a la celebración anual. Asimismo, alrededor de nueve millones miembros bautizados en ejercicio ejercen como publicadores -de los cuales más de 8.8 millones son publicadores activos en ejercicio.

### Reestructuraciones desde 2014
Tras cumplirse 100 años desde 1914, año que según su creencia marcaba el inicio de "los últimos días", la falta de existencia de la venida de "armagedón", llevó a un debate interno y a cambios estructurales en su forma de interpretar esta profecía. Debido a la anterior, la organización ha sufrido cambios en su demografía, y en consecuencia, a reestructuraciones a nivel organizacional y territorial especialmente en Europa, África, América Latina y Asia. Debido a diversos factores, de una media de crecimiento que en la década de 1960 rozaba casi el 10 % anual, en las siguientes décadas pasó a crecer a tasas cercanas iguales o menores al 1 % anual    

Las sucursales que tenían repartidas por el mundo se redujeron de 118 a 90 en pocos años, y se despidieron los evangelizadores pagados (precursores especiales) y muchos trabajadores de sucursales (betelitas). Las estadísticas y las razones que proporcionan los testigos indican que la reducción de evangelizadores pagados y trabajadores de sucursal sucedieron antes y no después de 2014, suponiendo una no relación con lo anterior, aportando la razón de que la tecnología simplifica el trabajo.
En los últimos años, los adelantos en el campo de la impresión y las comunicaciones redujeron la cantidad de personal necesario en las sucursales grandes. Eso dejó espacio para acomodar a algunos betelitas de sucursales más pequeñas. Ahora, desde algunos lugares estratégicos, Testigos con mucha experiencia atienden la obra de educación bíblica de distintos países. Por citar un caso, la sucursal de México ha pasado a supervisar la obra de predicación que se efectúa en Costa Rica, El Salvador, Guatemala, Honduras, Nicaragua y Panamá. Por consiguiente, esas seis sucursales han sido cerradas. Cuarenta miembros de las familias Betel de esos países fueron reasignados a la sucursal de México, y casi cien permanecieron en sus lugares de origen, donde emprendieron el ministerio de tiempo completo." 
De todas formas, en España en 2016 se vendieron un 25 % de los Salones, aunque los testigos afirman que el número de miembros aumentó un 1 % en 2016 respecto al año anterior, hasta los 112 916 miembros activos. Por otro lado, las revistas se entregan cada vez más espaciadas, aunque se traducen a más idiomas, y, según sus datos, han aumentado significativamente el uso de medios electrónicos, vídeos y películas.

### Demografía de expulsados y desasociados
Pese a no haber datos oficiales sobre las bajas, se estima que cada año se expulsan o se desafilian voluntariamente alrededor de unos 70 000 testigos de Jehová.[cita requerida] Sus nombres se publican en los Salones del Reino locales. De ellos, aproximadamente dos tercios nunca regresan.
En 2020, hubo una reducción mundial del -0,6 % de publicadores, siendo esto marcado por el mismo año del inicio de la pandemia de COVID-19. Algunos testigos de Jehová consideraron esto como la venida del fin del mundo. A partir de las repercusiones en la opinión pública de los litigios entre las víctimas de abuso eclesiástico con las congregaciones, así como también de otras razones, la media de crecimiento de miembros bautizados a nivel mundial ha descendido considerablemente en comparación con décadas anteriores, siendo del 0,66 % en 2021, del 0,41 % en 2022,  del 1,29 % en 2023y del 2,35% en 2024.

## Persecución religiosa
Históricamente, la objeción de conciencia al servicio militar y el rechazo al saludo a los símbolos patrióticos ha generado a los testigos de Jehová algunos conflictos con algunos gobiernos, especialmente en el contexto de dictaduras de facto, regímenes bajo la doctrina del ateísmo de estado o de regímenes de facto de carácter teocrático, y, en el contexto de gobiernos de ideología nacionalista.

### Alemania durante el periodo de entreguerras y la Segunda Guerra Mundial (1933-1945)

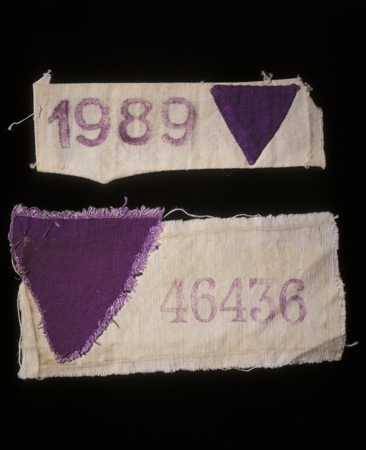
Los nazis identificaban a los Bibelforscher con un triángulo púrpura.

Debido al contexto de la fundación del movimiento de los testigos de Jehová por parte de Rutherford en 1931, la organización pretendía distanciarse de lo que hasta entonces era el movimiento de los estudiantes de la biblia, que para esa época era ya vista con suspicacia por parte de la sociedad alemana de la época. Tras el nombramiento de Adolf Hitler como nuevo canciller de Alemania el 30 de enero de 1933 las hostilidades llegaron con el transcurso de los meses a un punto de no retorno, a pesar de las intenciones de Joseph Rutherford de intentar algún tipo de concordato formal con el régimen, aprovechando el contexto político de ese entonces en Alemania y debido a sus ambiciones personales de diferenciar radicalmente a su movimiento religioso -creado en 1931- de las escisiones que se separaron de la Sociedad Watchtower, hechos que para los biógrafos de Rutherford consideran un aspecto muy controvertido y oscuro de sus años como líder de los testigos de Jehová.

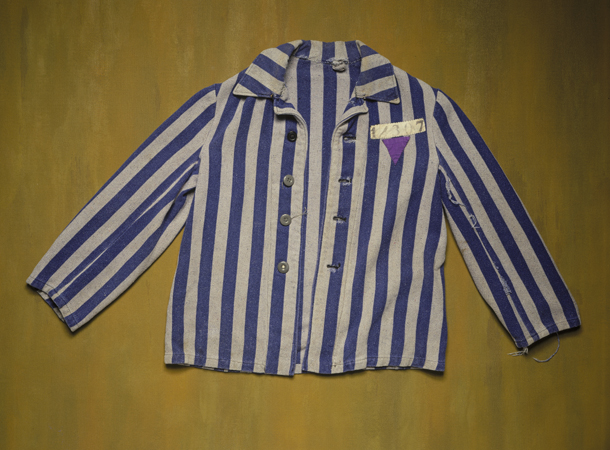
Uniforme de los testigos de Jehová prisioneros durante la Alemania nazi.

En junio de 1933, el presidente de la Sociedad Watch Tower, Joseph Rutherford, y Nathan Knorr viajaron a Berlín para intentar negociar las posibilidades de continuar la actividad de predicación en Alemania, y así, lograr el beneplácito del régimen. Mientras estaban allí, organizaron una asamblea pública que se llevaría a cabo en Berlín el 25 de junio de 1933 para publicar una Declaración de hechos, que había sido escrita por Rutherford. Esperaban que el documento convenciera directamente a Hitler, a los funcionarios del gobierno y al público de que los testigos de Jehová no representaban una amenaza para el pueblo y estado alemán. La Declaración afirmaba la neutralidad política del grupo y protestaba contra la intromisión del gobierno nazi en la predicación; fue traducida al alemán por el supervisor del distrito, Paul Balzereit, quien posteriormente lo presentó ante los miembros de la asamblea para su adopción. Tras la asamblea pública en el que se presentó públicamente la declaración, los testigos de Jehová fueron objeto de represión política, persecución religiosa y acciones de terrorismo de Estado durante los años siguientes del régimen de la Alemania nazi, principalmente por sus creencias religiosas, su resistencia a reconocer la autoridad del estado, a utilizar el saludo fascista, y por su objeción de conciencia al servicio militar. Asimismo, creyentes de la Iglesia católica, iglesias protestantes y otras denominaciones cristianas que ya espontáneamente se oponían al régimen por similares razones -y que sin embargo, no contaban en ese momento con el pleno respaldo de las autoridades religiosas de la época- también fueron objeto de persecución. Bajo el proceso Gleichschaltung, Hitler intentó crear e imponer una iglesia unificada del Reich a partir de las 28 iglesias estatales protestantes existentes en Alemania, con el objetivo final de erradicar todas las iglesias y movimientos cristianos -consideradas como subversivas por el régimen- en Alemania.El jefe de la Cancillería del Partido Nazi, Martin Bormann, proclamó públicamente en 1941: "El nacionalsocialismo y el cristianismo son irreconciliables".
Fuera de los países del eje, la divulgación sobre la situación de los testigos de Jehová en la Alemania Nazi a través de la revistas Consolación y La Torre del Vigía fueron fundamentales en la concienciación pública sobre la coyuntura de ese momento y los peligros que representaban las potencias del eje para la humanidad. En opinión de la historiadora Marion Detjen, la resistencia de los testigos de Jehová fue esencialmente política -a pesar de su neutralidad política- y fueron explícitos en advertir públicamente a las sociedades de los países opuestos ideológicamente a los regímenes de las potencias del eje sobre el peligro para el mundo que representaba Hitler y otros regímenes afines a las ideas nacionalsocialistas y fascistas: “A diferencia de las iglesias católica  y protestante, mencionaron y describieron explícitamente en sus revistas a Hitler y Mussolini como 'dictadores' y 'criminales' por su nombre." 
El Círculo Europeo de antiguos deportados e internados testigos de Jehová asegura que el 97 % de los testigos de Jehová alemanes sufrieron de una u otra forma la persecución del nazismo. En los campos de concentración, los denominados Bibelforscher llevaban un triángulo púrpura cosida en la ropa como identificación. Los testigos de Jehová podían abandonar el campo de concentración y recuperar sus propiedades y su ciudadanía si firmaban un documento de renuncia a su fe. Se calcula que durante la Segunda Guerra Mundial aproximadamente 11 300 testigos de Jehová fueron encarcelados en campos de concentración, donde murieron, según catastros desarrollados en los años posteriores tras el fin de la guerra, entre 1490 y 2550, entre ellos 253 que fueron sentenciados a muerte.
El 5 de octubre de 2006, el Museo del Holocausto de Washington D. C. ofreció un día dedicado a los testigos de Jehová víctimas del nazismo.

### Unión Soviética (1922-1991)

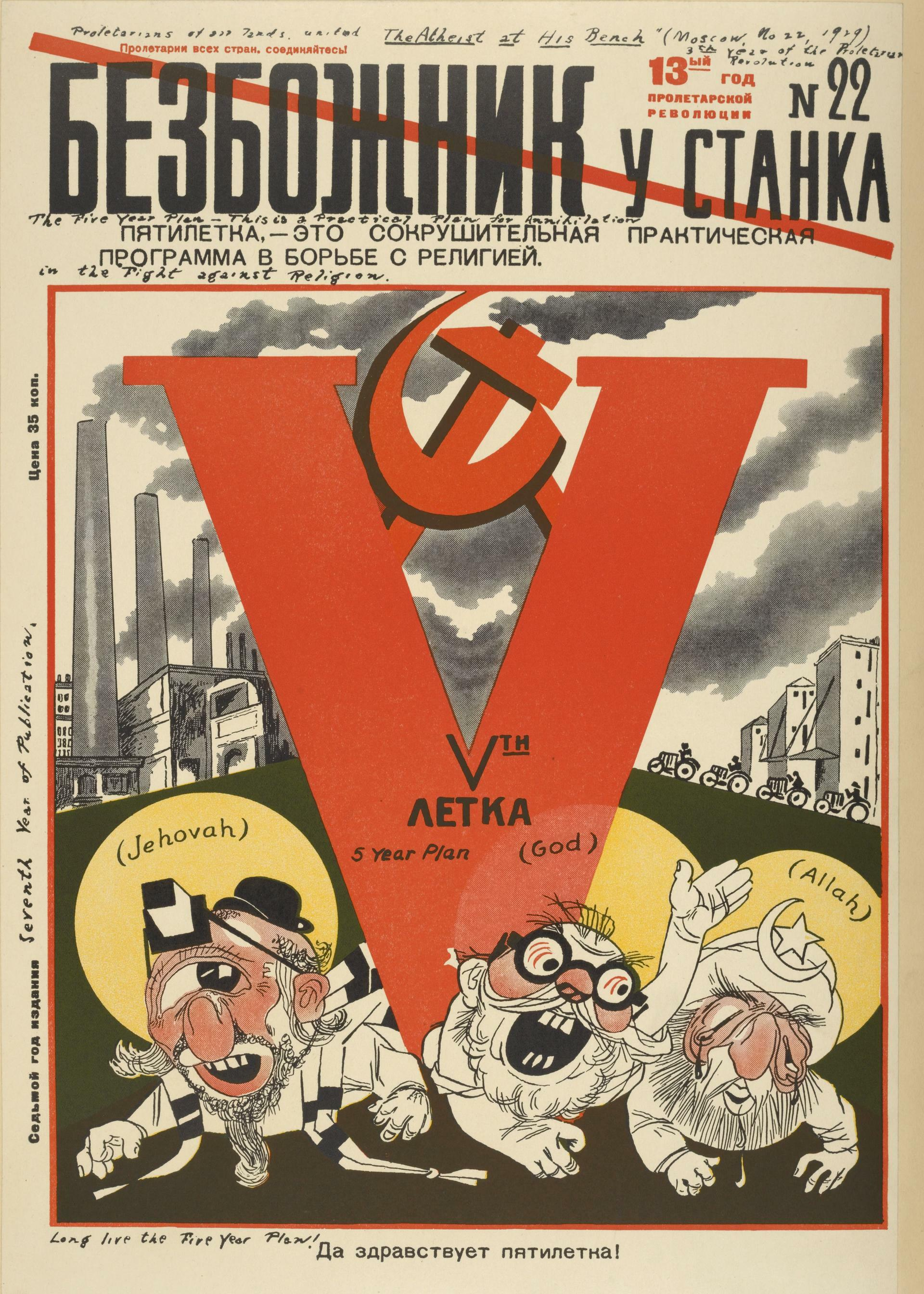
Portada de Bezbozhnik en 1929, revista de la Sociedad de los Sin Dios. Se muestra el primer plan quinquenal de la Unión Soviética aplastando a los dioses de las religiones abrahámicas.

Durante la existencia de la Unión Soviética, y en el contexto de la política de ateísmo de estado, el movimiento de los estudiantes de la Biblia y los testigos de Jehová fueron perseguidos, al igual que otras denominaciones religiosas como la Iglesia Ortodoxa, la Iglesia Católica-Romana, entre otras expresiones del cristianismo, por ser contrarias a las políticas del estado soviético.  Dicha persecución fue muy intensa, especialmente durante el régimen de Stalin.
En abril de 1951, unos 9300 testigos de Jehová de la Unión Soviética fueron deportados a Siberia como parte de la Operación Norte.
Aunque todas las religiones fueron perseguidas, la intensidad de los esfuerzos del régimen soviético variaron de intensidad en función de la época, las nacionalidades y las confesiones religiosas, y siempre estuvieron supeditados a las "razones de estado". Aunque todos los líderes soviéticos compartían el mismo objetivo a largo plazo de cohesionar al pueblo, sus políticas fueron variando. Para los dirigentes soviéticos las cuestiones de religión y nacionalidad se mantuvieron íntimamente ligadas. Esto explica las oscilaciones entre una prohibición total de ciertas religiones alternando con periodos de mayor permisividad.

### República Democrática Alemana (1949-1990)
En la Alemania Oriental, y en el contexto de la política de ateísmo de estado, desde la década de 1950 hasta la década de 1980, los testigos de Jehová fueron perseguidos ampliamente por el Servicio de Seguridad del Estado (Stasi), que con frecuencia usaba métodos de acoso y desestabilización contra ellos. Los testigos de Jehová eran considerados una amenaza porque su sistema de creencias no se ajustaba a las normas socialistas, y sus miembros a veces mantenían ocasionalmente contacto con Occidente.

### Persecución religiosa y terrorismo de Estado durante las dictaduras en Sudamérica (1970-1980)

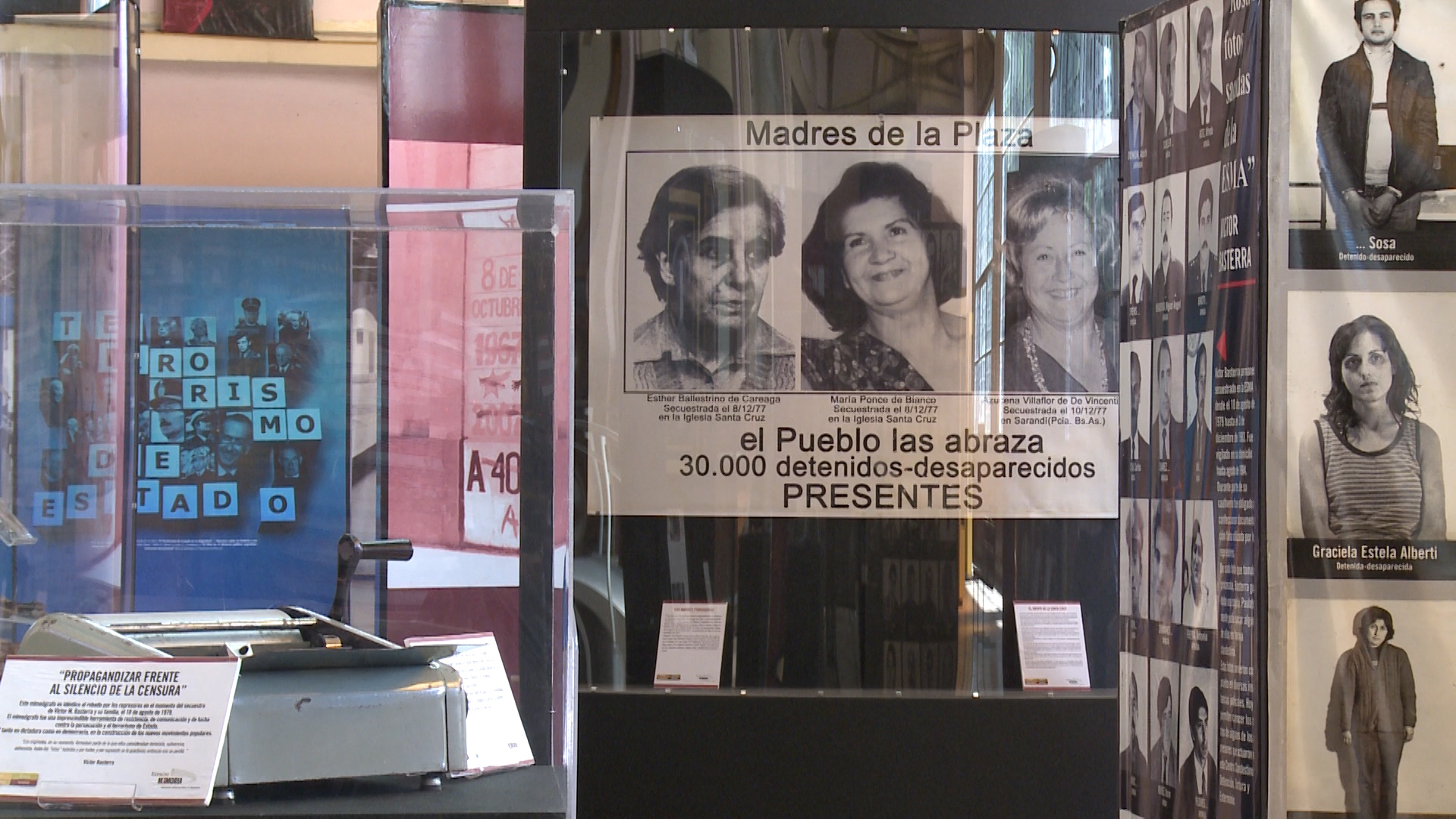
Muestra sobre el terrorismo de Estado en Argentina en el predio del Espacio Memoria y Derechos Humanos con fotos de los detenidos -entre ellos adeptos y miembros bautizados de los testigos de Jehová de Argentina- en el CCD-ESMA tomadas por los militares. Durante los años de la dictadura argentina, testigos de Jehová fueron detenidos, torturados, y, en no pocos casos, desaparecidos debido a sus creencias religiosas, a su neutralidad en asuntos políticos, y a su oposición al servicio militar obligatorio. Esta situación se replicó también en otros países de Sudamérica bajo dictaduras militares durante las décadas de 1970 a 1980.

Las acciones de terrorismo de Estado y persecución política en contra de testigos de Jehová fueron especialmente notorias en Argentina, donde en los años previos al golpe de Estado de 1976 las actividades de congregación eran vistas con notoria preocupación y desconfianza, especialmente durante los períodos de gobiernos democráticos entre 1945 a 1976 así como en las dictaduras de Aramburu, Onganía y Lanusse, por su ideología y sus preceptos religiosos. Durante los años de la dictadura cívico-militar Argentina denominada Proceso de Reorganización Nacional, todas las actividades de la sucursal en Argentina de los testigos de Jehová se desarrollaron de forma clandestina. Entre 1976 a 1983, un número importante de adeptos así como miembros bautizados de los testigos de Jehová en Argentina fueron encarcelados, torturados, y no en pocos casos desaparecidos, algunos de ellos durante los hechos conocidos como los "vuelos de la muerte". Todo esto como parte de las acciones de terrorismo de Estado del Proceso de Reorganización Nacional. Las acciones de terrorismo de Estado tuvieron el aval y apoyo directo de la Iglesia Católica y del Estado Vaticano. Como consecuencia de ello, también fueron objeto de persecución durante la ejecución del Plan Cóndor en Sudamérica, ya que las sucursales de los testigos de Jehová en Chile, Uruguay, Perú, Paraguay y Brasil ―por resoluciones de los presidentes en ejercicio de la organización Nathan Knorr y Frederick William Franz y del Cuerpo Gobernante de los Testigos de Jehová― prestaron refugio y asilo a bautizados y adeptos de Argentina, así como recursos y apoyo logístico para las actividades que en Argentina se estaban haciendo en la clandestinidad y de manera informal.
Durante los años de la dictadura en Chile, si bien existió persecución hacia los testigos de Jehová por negarse al Servicio Militar Obligatorio y participar de actos de saludo a la bandera, especialmente en los meses posteriores tras el golpe y durante el contexto del conflicto del Beagle y de la guerra de las Malvinas, la dictadura cívico-militar en Chile optó ―a pesar de algunas divergencias entre sus autoridades― por mantener una tolerancia formal hacia sus actividades religiosas. Esto, dado además en el contexto de las diferencias políticas entre las autoridades de la dictadura y el cardenal Raúl Silva Henríquez tras la constitución del Comité Pro-Paz a fines de 1973. En enero de 1974, la asamblea de circuito de ese año ―dedicada a las profecías y predicciones para el año de 1975― celebrada en el estadio Santa Laura fue el primer acto de manifestación pública de convocatoria masiva en Santiago de Chile tras el golpe de Estado autorizada formalmente por la dictadura cívico-militar chilena. Para entonces, los hechos ocurridos durante la crisis política de 1972-1973 en Chile eran destacados en sus publicaciones como una evidencia de las profecías proyectadas para 1975.
Durante los años en que los testigos de Jehová en Argentina fueron perseguidos durante el Proceso de Reorganización Nacional, la sucursal en Chile de los testigos de Jehová fue fundamental en el suministro de material gráfico y de refugio para quienes huían de la fuerte persecución existente en esos años. Una situación similar a la de Chile ocurrió durante las dictaduras de Juan Bordaberry, Alberto Demicheli, Aparicio Méndez y Gregorio Álvarez en Uruguay. En Uruguay, si bien durante las dictaduras de Bordaberry, Demicheli y Méndez hubo cierta oposición y acciones de persecución por parte de varias facciones de las autoridades de la dictadura uruguaya, especialmente por sus doctrinas y escatología, finalmente también hubo una actitud de tolerancia dada la neutralidad política de facto de los precursores y ancianos de la sucursal de Uruguay.
En noviembre de 1978, la Corte Interamericana de Derechos Humanos dictaminó sobre los hechos que estaban sucediendo en Argentina tras denuncias de los Testigos de Jehová argentinos. Sumado a lo anterior, la revista La Atalaya, la revista Despertad, diversas sucursales de los testigos de Jehová alrededor del mundo y el periódico Buenos Aires Herald fueron fundamentales en la visibilización de los crímenes de persecución religiosa en Sudamérica.
En la década de los 2000, y tras la realización de las comisiones nacionales de verdad y justicia en Argentina y Chile (CONADEP en Argentina y comisiones Rettig y Valech en Chile) así como la aparición de archivos en Paraguay que posibilitaron diversas investigaciones judiciales sobre los crímenes de humanidad ocurridos durante el Plan Cóndor, diversas causas judiciales en Sudamérica ―especialmente en Uruguay y Argentina―[cita requerida] dan cuenta del nivel de persecución que vivieron en carne propia los testigos de Jehová en el contexto de las dictaduras en Sudamérica. No obstante, la literatura y publicaciones contemporáneas de los testigos de Jehová, por razones atribuibles a su dogma de neutralidad sobre asuntos políticos y a su escatología y cosmovisión religiosa adoptada desde 1989 a la actualidad, muy rara vez mencionan la persecución política que sufrieron creyentes, precursores y ancianos durante los años de dictaduras cívico-militares en Sudamérica, así como la relación con los regímenes de facto de la época en Sudamérica y el rol político ejercido durante esos años por parte de sus autoridades religiosas y superintendentes de sucursal.[cita requerida]
Tras el retorno a la democracia en Argentina, el Gobierno de Raúl Alfonsín derogó formalmente la proscripción a los testigos de Jehová e inició el proceso de reformas a las leyes con relación al servicio militar en Argentina. Situación similar ocurrió durante los procesos de transición a la democracia en Uruguay, Brasil Chile y Paraguay, posibilitando además diversas reformas al servicio militar obligatorio en el contexto sudamericano en atención al derecho a la libertad de conciencia.[cita requerida]

### Federación Rusa, Ucrania, Bielorrusia y exrepúblicas soviéticas (2017-actualidad)

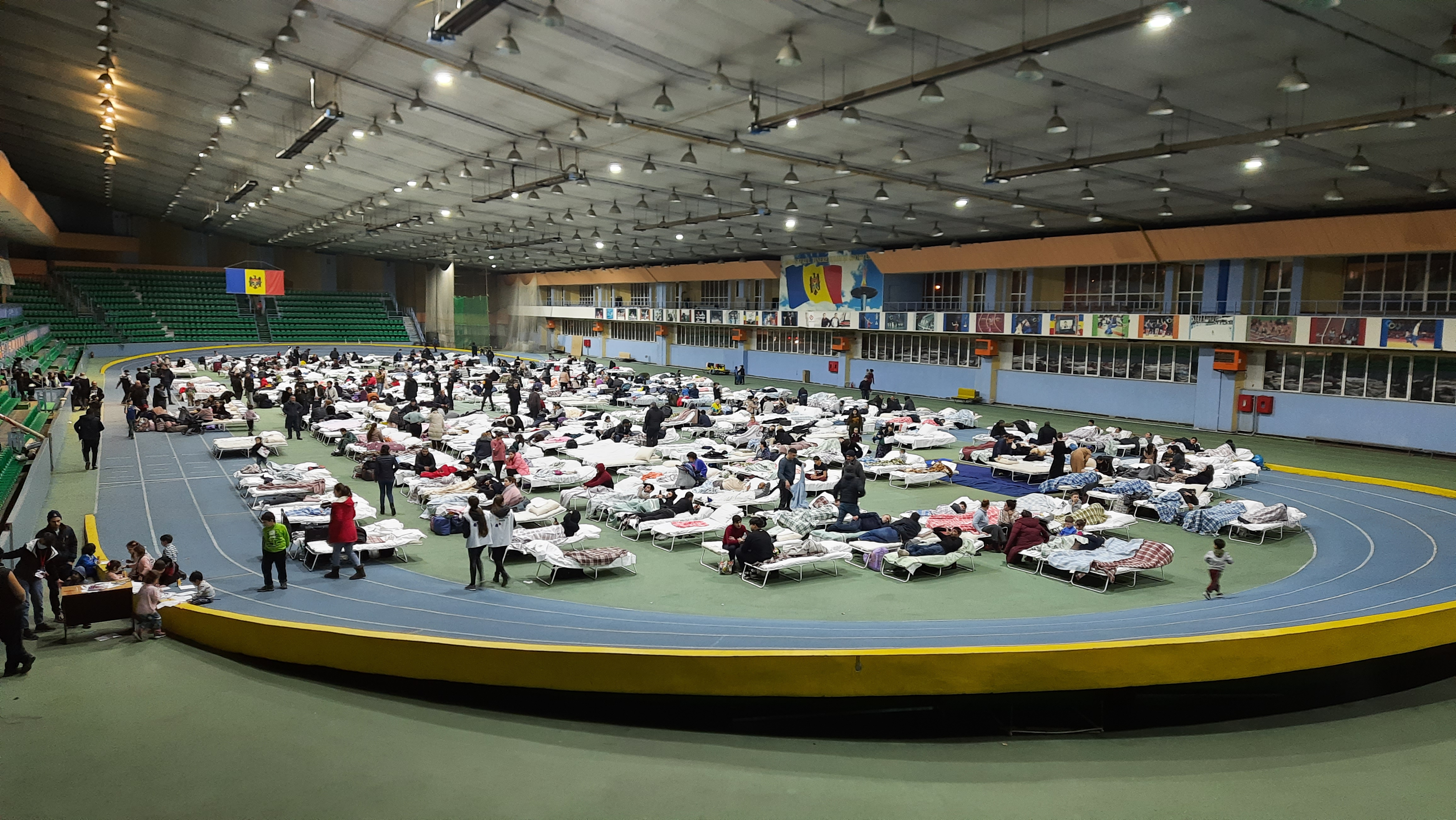
Uno de los centros de refugiados establecidos en Chisináu, Moldavia, durante el conflicto armado entre Rusia y Ucrania (marzo de 2022). Debido al conflicto bélico en las exrepúblicas soviéticas, miembros bautizados y asociados a los Testigos de Jehová migraron desde Rusia, Ucrania y Bielorrusia hacia otros países de Europa debido a su doctrina de objeción al servicio militar

Bajo el régimen nacionalista de Vladímir Putin en Rusia, y bajo la presión y el apoyo político de Cirilo, patriarca de la Iglesia Ortodoxa de Rusia, se declaró a los testigos de Jehová, así como diversas organizaciones de derechos humanos, credos religiosos, medios de comunicación, organizaciones no gubernamentales, y activistas LGBTIQ+ de ese país como "agentes extranjeros" y "agentes indeseables" según la legislación Rusa vigente.
El 20 de abril de 2017, la Corte Suprema de Rusia falló en contra de los testigos de Jehová, para disolver el Centro Administrativo de los testigos de Jehová, restringiendo así su obra evangelizadora y emitió una orden de confiscación de los bienes de la organización. Según la Corte Suprema, es una organización extremista. Dennis Christensen, condenado a seis años de cárcel en 2017, y liberado en el año 2022, fue el primer encausado desde la prohibición de las actividades de la sucursal de los testigos de Jehová en Rusia.Amnistía Internacional afirma en sus informes oficiales sobre Rusia que a fecha de hoy más de 300 miembros bautizados y simpatizantes de los testigos de Jehová permanecen detenidos e imputados. En contraste, el cuerpo gobernante de los testigos de Jehová, contabiliza un total de 125 presos de consciencia en Rusia, 12 de ellos en territorios ocupados en Crimea, y un número indeterminado y reservado de presos de consciencia —por negarse al servicio militar— en Ucrania, Bielorrusia y otras exrepúblicas soviéticas, según cifras al 19 de junio de 2023.
La persecución a testigos de Jehová por razones políticas se ha intensificado a partir del contexto del conflicto armado entre Rusia y Ucrania, dada además su doctrina de objeción al servicio militar. A fecha de hoy, países como Noruega, Suecia, Alemania y otros han concedido asilo político a miembros bautizados y simpatizantes de los testigos de Jehová que se han escapado de Rusia, Bielorrusia y Ucrania.

## Críticas y controversias
Pese a un cambio de paradigma en relación con el ejercicio de la libertad religiosa de las comunidades de testigos de Jehová en el contexto de democracias libres y con plena libertad de culto, las comunidades de testigos de Jehová no han estado exentos de nuevos desafíos legales en el ejercicio de sus creencias y prácticas al entrar en conflicto directo con otras libertades democráticas como las del derecho a la salud, a la libertad de expresión, el derecho a la educación, el derecho a la privacidad, el derecho de familia, el derecho a la autonomía, parte de los derechos fundamentales de cada individuo.

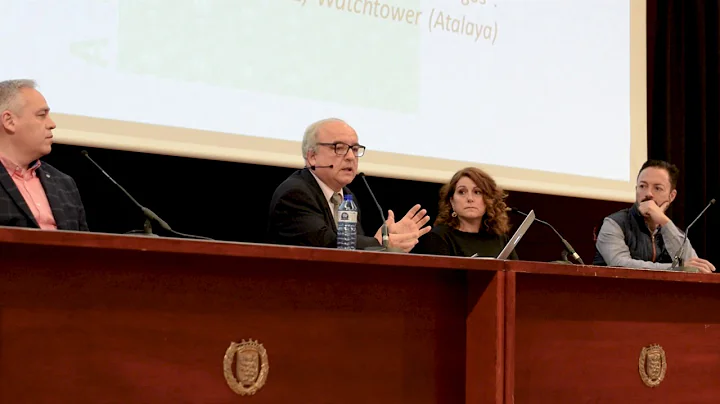
La Asociación Española de víctimas de los testigos de Jehová, en su primera presentación pública en 2019, en el V Encuentro Nacional sobre Sectas, organizado por la Asociación Iberoamericana para la Investigación del Abuso Psicológico (AIIAP) en Zaragoza

Las creencias y prácticas de los testigos de Jehová han sido criticadas y denunciadas por exasociados, víctimas de abuso eclesiástico, teólogos de diversas corrientes cristianas, organizaciones de derechos humanos, activistas feministas, activistas LGBTIQ+, así como diversas comisiones nacionales sobre abuso eclesiástico, como las desarrolladas en Japón desde 2022 a la actualidad, o en Australia en 2015. También ha sido denunciada por agrupaciones de víctimas como la Asociación Española de Víctimas de los testigos de Jehová, o por la Red de Sobrevivientes de Abuso Sexual Eclesiástico en Chile, adherida a la Red de Sobrevivientes de Abuso Sexual por Sacerdotes, entre otras asociaciones en diversos países, en atención a situaciones negativas y graves documentadas.
Varios miembros de la confesión religiosa de los testigos de Jehová han sido vinculados con casos de abuso sexual infantil, algunos señalando los efectos de la cultura autoritaria como inductor a la agresión sexual. Debido a su cultura autoritaria, por varias décadas, el comportamiento histórico de muchos de los líderes y ancianos de las congregaciones fue el secreto y otros mecanismos de extorsión, una forma de código de silencio logrado mediante la manipulación y la atribución de autoridad, que influyó en las víctimas para que no fueran a informar a las autoridades ni a la policía, y que prohibió además la discusión de estos asuntos dentro de la iglesia. El caso fue estudiado por la Royal Commission into Institutional Responses to Child Sexual Abuse en Australia, alegando la existencia de mecanismos y procesos de investigación extrajudiciales, entornos sociales/culturales que facilitan el abuso, y de normas internas restrictivas en relación con la aceptación y actuación ante acusaciones de abuso sexual infantil.
Por otro lado, investigaciones recientes indican y sugieren que los efectos del control de la libertad de expresión y pensamiento y la disciplina congregacional al interior de culturas autoritarias como las existentes al interior de los testigos de Jehová, son perjudiciales para el bienestar del individuo, física, psicológica y espiritualmente. También se han informado como posibles consecuencias de las negligencias y el abuso eclesiástico derivadas de los mecanismos de disciplina congregacional la angustia psicológica, la depresión, los ataques de pánico y los pensamientos suicidas. El impacto psicológico de la pérdida de familiares y amigos causada por la política de la expulsión y otros mecanismos de exclusión social es la principal causa de daño y sus efectos son duraderos. Otras consecuencias incluyen situaciones de sinhogarismo en quienes han sido expulsados de manera forzada de sus familias. Asimismo, otros mecanismos de vulneración y revictimización han incluido acciones de lawfare y SLAPP en contra de las víctimas y de las organizaciones no gubernamentales y entidades públicas que han prestado ayuda y apoyo a las víctimas y exmiembros de la organización, situaciones que constituyen en una vulneración grave de los derechos fundamentales. La vergüenza y la culpa, la pérdida de identidad social, la muerte social, la pérdida ambigua de los familiares y los problemas de autoestima son otras consecuencias que subrayan el profundo impacto psicológico y emocional de los mecanismos de violencia simbólica y exclusión social.

### Sistemas de justicia paralelos y comportamiento sectario
Los testigos de Jehová emplean sistemas de justicia canónicos internos, llamados internamente 'comités judiciales', y mediante estos mecanismos —calificados por víctimas de abuso eclesiástico y de violencia sexual como un mecanismo de justicia extrajudicial y una violación de los derechos humanos— se aplica un control disciplinario. Al mismo tiempo, mediante mecanismos extorsivos o por negligencias en el tratamiento de casos complejos, se ha ocultado o encubierto denuncias de abusos sexuales infantiles y violaciones, mencionado en muchos casos recientes. Por otro lado, existen mecanismos de violencia simbólica y de exclusión social derivados del ostracismo aplicado a miembros que quieren dejar la comunidad, que implica, entre otras acciones, la implantación del rechazo y corte de toda comunicación con aquellos miembros que deciden dejar la religión, incluso siendo familiares, una coacción promovida como algo positivo en sus publicaciones:

Si usted apoya la decisión de los ancianos de expulsar a su familiar, puede que lo ayude a volver a Jehová. Elizabeth, mencionada en el párrafo 4, reconoce: “Fue durísimo cortar por completo la relación con nuestro hijo, que ya era adulto. Pero, cuando volvió a Jehová, admitió que merecía la expulsión. Y tiempo después dijo que había aprendido muchas lecciones valiosas. Eso me hizo apreciar la disciplina de Jehová”. Su esposo, que se llama Mark, añade: “Años más tarde, nuestro hijo me contó que en parte había decidido volver porque habíamos hecho exactamente lo que debíamos hacer. Estoy muy agradecido de que Jehová nos ayudara a ser obedientes.
La Atalaya, septiembre de 2021, pág. 26

«(...) los cristianos que son parientes de una persona expulsada [o desasociada] que vive fuera del hogar de ellos deben esforzarse por evitar asociarse innecesariamente con ella, y hasta deben mantener al mínimo los tratos comerciales con ella».
La Atalaya, 15 de noviembre de 1981, pág. 23, párrafo 18

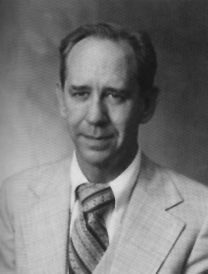
Raymond Franz (1922-2010), escritor de Crisis de conciencia, exmiembro del Cuerpo Gobernante de los testigos de Jehová y crítico con la institución.

Esta actuación ha sido definida por algunos académicos como un proceso de manipulación mental y extorsión que implica control y coerción, que causa humillación, vergüenza y angustia grave, junto con el aislamiento a medida que se deshace todo el tejido social del miembro rechazado. El miembro rechazado es víctima del comportamiento colectivo de una comunidad que funciona como una familia. Esta marginación u ostracismo causada a sus exmiembros ha podido mover a la soledad a muchas personas que han querido dejar de ser miembros, llevando algunas de estas situaciones a depresiones severas o incluso a suicidios, como el de Donna Sawyer en 1988.
Por otro lado, mediante mecanismos de desinformación y teorías de la conspiración incluidas en sus publicaciones, se les insta a sus miembros a evitar completamente cualquier relación de amistad con personas ajenas a sus creencias. Si estas personas en un futuro llegan a ser expulsados o marchan de la comunidad, son arriesgadas a caer en aislamiento social y a mayor angustia y riesgo de suicidio. Todo esto ha llegado a considerarse por algunos expertos como un comportamiento autoritario y sectario derivado del control social en el que testigos de Jehová también pueden llegar a ser expulsados por tener contacto con antiguos miembros expulsados de su comunidad, o por tener contacto con información contraria a sus doctrinas, conllevando un liderazgo autocrático y coercitivo, que controla excesivamente la vida de sus miembros, llamado por algunos expertos como persuasión coercitiva.
Para los testigos de Jehová solo se consideran válidas aquellas creencias fundamentadas por publicaciones y enseñanzas aceptadas por los testigos de Jehová. A los miembros con puntos de vista diferentes (aunque sea solo ligeramente) se les acusa internamente de apostasía, lo que para algunos exmiembros —como Raymond Franz— genera un temor a criticar a la organización por el peligro de ser expulsados y apartados de sus familias. Los testigos de Jehová prohíben a sus miembros leer críticas de su institución, ya sea esto relacionado o no con la doctrina bíblica o su forma de actuar en determinadas situaciones. También exigen no leer material publicado por otras religiones, con el peligro de ser expulsados en caso de hacerlo. En sus publicaciones puede visualizarse que esta situación la mencionan como algo negativo, el relacionarse con "el mundo":

Tal como el aire que respiramos, el espíritu del mundo está en todas partes. Si no nos esforzamos por rechazarlo, ese espíritu influirá en nosotros (lea Proverbios 4:23). Esto puede comenzar de una forma que parezca inofensiva. Por ejemplo, podríamos dejar que influya en nosotros la forma de pensar y actuar de las personas que no sirven a Jehová (Proverbios 13:20; 1 Corintios 15:33). El espíritu del mundo también podría influir en nosotros a través de cosas como la pornografía, la apostasía [apostasía, nota: "La apostasía es ponerse en contra de la verdad que enseña la Biblia. Los apóstatas se rebelan contra Jehová y contra Jesús, el Rey del Reino de Dios, y tratan de convencer a otros para que hagan lo mismo (Romanos 1:25). Quieren sembrar dudas en la mente de los siervos de Jehová. Algunos cristianos del siglo primero se hicieron apóstatas, y lo mismo ha ocurrido en nuestros días (2 Tesalonicenses 2:3). Si queremos ser leales a Jehová, no debemos tener ningún contacto con los apóstatas. Nunca debemos dejar que la curiosidad o la presión de otros nos lleve a leer o escuchar ideas apóstatas. Somos leales a Jehová y solo lo adoramos a él."] o los deportes muy competitivos.
Continúe en el amor de Dios, «Capítulo 5, Cómo mantenernos separados del mundo», 2018

Por otro lado, se favorece por lo que se describe como la creencia de que la lealtad de la organización es igual a la fidelidad divina, siendo el «mito central» de los testigos de Jehová empleado para garantizar la completa obediencia. El sociólogo Andrew Holden ha observado que los testigos no ven ninguna diferencia entre la lealtad a Jehová y al propio movimiento, y Heather Botting Gary afirmó que la impugnación de las opiniones de los más altos en la jerarquía se considera como equivalente a un reto ungido de Dios mismo. En el ámbito cotidiano, también se les desalienta a sus miembros jóvenes la educación superior para que tengan más tiempo para predicar y dedicarse a actividades de los testigos de Jehová. También otras críticas han ido en relación con la discriminación a la mujer, a la diversidad sexual, y el ataque a otras religiones, entre otras cosas.

### Lawfareen contra de las víctimas de abuso eclesiástico

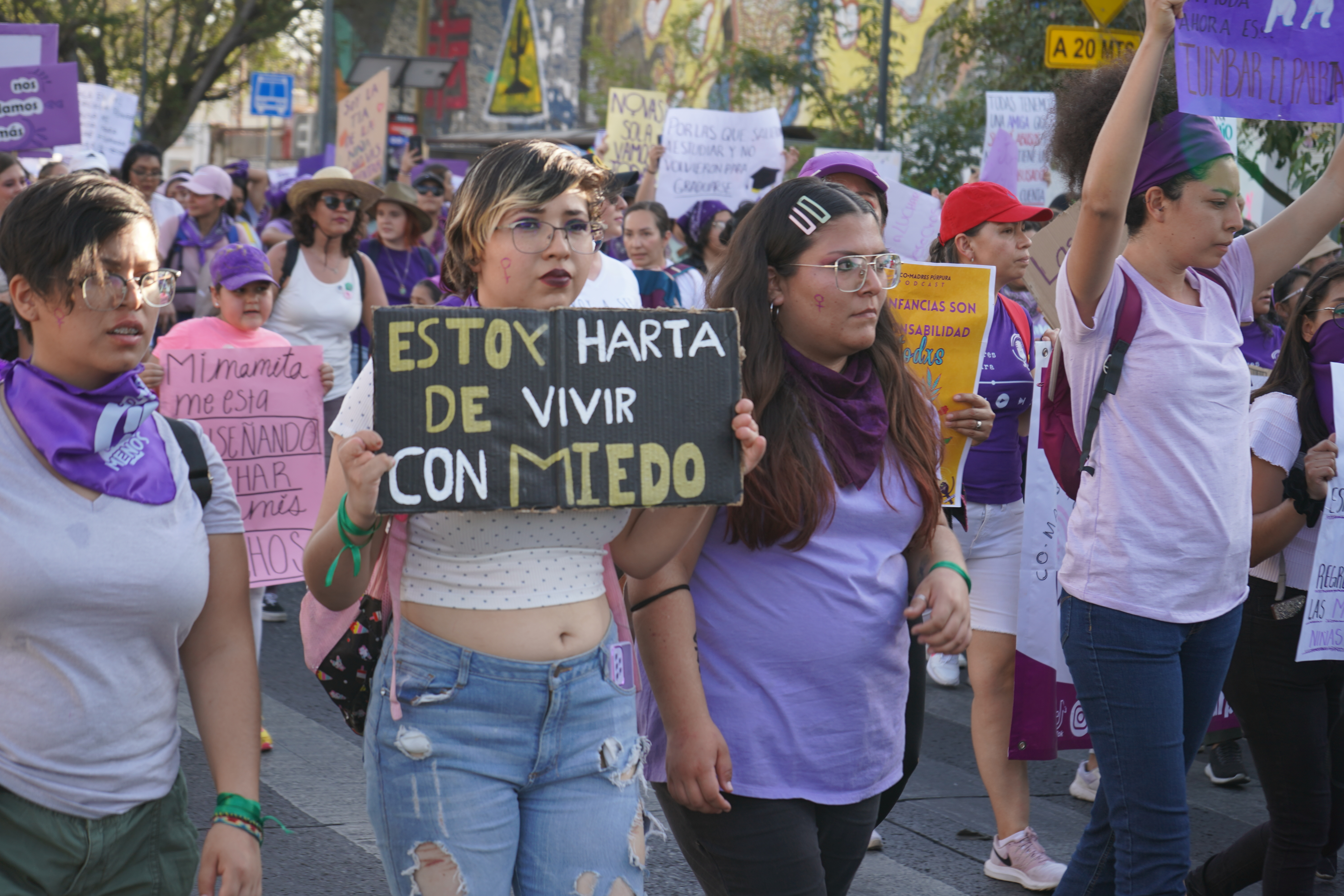
Las diversas vulneraciones a los derechos humanos derivadas de las prácticas de disciplina congregacional ejercidas por miembros de los Testigos de Jehová -varias de ellas actualmente en litigio- han sido una materia de creciente preocupación y motivo de protestas por parte de la sociedad civil, así como de activistas de derechos humanos, activistas feministas, activistas LGBTIQ+ y asociaciones de víctimas de abuso eclesiástico en todo el mundo. Diversas acciones de lawfare en contra de las víctimas de abusos han puesto en peligro en diversos países derechos fundamentales como el de la libertad de expresión y el derecho a la información en razón al legítimo interés público en conocer estas problemáticas. En la fotografía, marchas feministas de 2023 en México.

Otros mecanismos derivados de sus doctrinas en relación con el tratamiento a las personas expulsadas de la organización en los países donde opera la organización religiosa incluyen el lawfare y acciones de SLAPP en contra de las víctimas, y de las asociaciones de víctimas de abuso eclesiástico, estados, universidades, organizaciones de derechos humanos, activistas LGBTIQ+, activistas feministas o medios de comunicación que han prestado apoyo a las víctimas de abuso eclesiástico, bajo el pretexto de que las reclamaciones y denuncias de las víctimas de abusos sexuales y otras prácticas de abuso de poder son injurias y actos de difamación en contra de la organización.
En diciembre de 2023, la Asociación Española de Víctimas ganó un caso en un juzgado español, en el que se acreditó que las declaraciones emitidas durante una ponencia celebrada por la asociación fueron desarrolladas conforme al derecho a la libertad de expresión regulado por la Constitución Española y la jurisprudencia local en materia de derechos humanos, incluyendo el Convenio de Estambul, y que, las manifestaciones públicas de las víctimas de abuso eclesiástico -que incluyen la utilización de la palabra secta para describir varias de sus prácticas internas- no constituyen un delito de difamación por tratarse de hechos acreditados de iure en diversos procesos judiciales alrededor de todo el mundo y de opiniones realizadas conforme al libre ejercicio de la libertad de consciencia. De acuerdo a la sentencia judicial 258/2023, emitida por la jueza Raquel Chacón, se acreditó la veracidad de los testimonios de los exmiembros, teniendo en cuenta los antecedentes emitidos por procesos judiciales de iure sobre abuso eclesiástico y los antecedentes catastrados por las diversas comisiones sobre la materia realizadas alrededor de todo el mundo, acreditando además que la confesión controla excesivamente a sus fieles mediante diversos mecanismos, poniendo en riesgo derechos fundamentales básicos.
La sentencia acreditó que de acuerdo a los testimonios de las víctimas de abuso eclesiástico, existe la constatación de daño moral debido a las negligencias atribuibles a las prácticas internas de la organización, y declara formalmente que:

(...) se han acreditado, al menos como veraces, prácticas que “de manera generalizada se llevan a cabo y generan mucho dolor, y desestabilizan mentalmente a las personas destinatarias de ella”
El País, Madrid, 14 de diciembre de 2023

El juzgado de Madrid descarta que la asociación de víctimas vulnere el derecho al honor de la organización religiosa, y, en virtud de la jurisprudencia en materia de derechos humanos, otorga veracidad a las denuncias de las víctimas. La sentencia declara que:
La insistencia por conocer detalles de ciertas relaciones, sentimentales o no, desconfiar de los testimonios o la obligación de consultar primero a los ancianos, respetando un estricto sistema jerárquico, revelan un ambiente de supervisión insistente. A mayor abundamiento, la ausencia de relación fluida con personas que no comparten su fe se configura como un elemento de aislamiento y segregación social.
Como consecuencia de ello, la sucursal de los testigos de Jehová en España fue condenada a pagar las costas procesales.
En Países Bajos, un estudio de caso de 2020 desarrollado por la Universidad de Utrecht acerca de los casos acreditados de abuso eclesiástico en diversos credos en ese país y sus consecuencias en la salud mental encomendado por el gobierno de ese país derivó en que la sucursal de la organización en Países Bajos demandara al estado neerlandés y la Universidad de Utrecht. En dos de los tres litigios sobre la materia, la justicia de ese país desestimó las demandas invocando el legítimo interés público en transparentar estas problemáticas a la ciudadanía desde un enfoque de derechos humanos y desde la realidad de las víctimas de abuso eclesiástico, considerando además los casos de abusos acreditados de iure por el poder judicial. De acuerdo al estudio de caso de la Universidad de Utrecht de 2020, la mitad de 759 casos de abuso eclesiástico catastrados de víctimas provenientes de comunidades de testigos de Jehová en ese país involucraron incesto y otros delitos de violencia sexual, y en sólo una cuarta parte de estos casos catastrados, la víctima pudo denunciar los hechos por voluntad propia ante la autoridad policial.

### Abuso sexual infantil

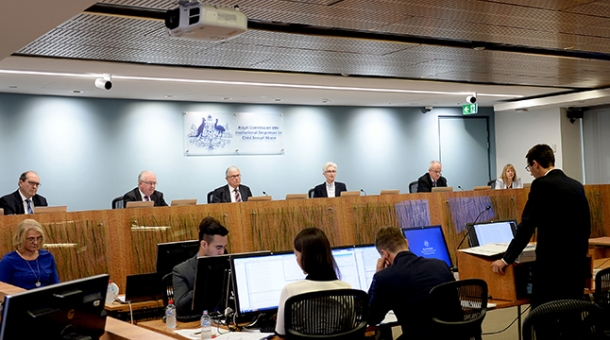
Juicio a la organización de los testigos de Jehová en la Royal Commission into Institutional Responses to Child Sexual Abuse de Australia.

En los últimos años, la praxis sobre el manejo de estas situaciones al interior de las congregaciones de los testigos de Jehová, así como el encubrimiento sistemático de abusos sexuales y otras vulneraciones a menores de edad por parte de miembros de la organización, han sido materia de litigio en los países donde opera la organización.
Testimonios y reportajes publicados en medios de comunicación y diversas causas litigadas en diversos países del mundo han señalado que las sucursales de los testigos de Jehová habitualmente emplean políticas de encubrimiento sistemático, que según la organización están basadas en la Biblia, pero que no obstante, dificultan los procesos judiciales en contra de ancianos y precursores involucrados en situaciones de abuso sexual y violencia sexual en contra de menores de edad. Varias víctimas de abuso sexual han afirmado que mediante mecanismos de extorsión, sobornos y amenazas verbales, incluyendo además procedimientos dictaminados por el comité judicial de la congregación, los ancianos locales les ordenaron guardar silencio para evitar estigmatizar públicamente tanto al acusado como a la organización.
Solo en Australia la sucursal de los testigos de Jehová aportó en 2015 la cifra de más de mil menores agredidos desde 1950, en algo más de la mitad de los casos, por miembros de la religión. El fiscal local definió a los testigos de Jehová «como una secta insular con reglas diseñadas para detener los informes sobre abusos sexuales». Esta política le significó a la congregación una serie de demandas y pago de millonarias indemnizaciones. Casos de similar magnitud -muchas de ellas, actualmente en litigio- han ocurrido en países como Estados Unidos, Irlanda, Noruega, Chile, Argentina, Japón, Países Bajos, entre otros.[cita requerida]
En respuesta, la organización ha declarado que han desarrollado políticas de protección de menores para gestionar casos de abuso infantil cometidos por miembros de sus congregaciones. Detalles de estas políticas han sido emitidos en sus publicaciones y comunicados de prensa emitidos por su Oficina de Información Pública. Pese a lo anterior, la organización ha preferido pagar altas multas a cambio de retener información relacionada con los abusos.
Estudios desde las ciencias sociales y desde la psicología clínica sobre la materia han advertido sobre las diversas secuelas del abuso eclesiástico en menores de edad en el mediano y largo plazo tanto en la salud mental  como en una mayor incidencia de situaciones como el embarazo adolescente y otras problemáticas asociadas derivadas de las secuelas de las negligencias de la organización en cuanto a la disciplina congregacional, el desamparo y la revictimización de la que han sido objeto las víctimas menores de edad, así como también, de la oposición de la organización al ejercicio libre y autónomo de los derechos reproductivos por parte de víctimas de abusos sexuales.
Las comisiones nacionales sobre abuso eclesiástico en Japón y en Australia han cuestionado la forma en cómo la disciplina congregacional al interior de las congregaciones de testigos de Jehová ha obstruido por años abusos sexuales y vulneraciones a la patria protestad así como el derecho de niñas, niños y adolescentes a ejercer sus derechos individuales como sujetos de derecho. Para el crítico religioso Botting Gary, los desafíos legales que han planteado ha influido en la legislación relacionada con los derechos civiles y políticos en algunos países.

### Discurso e Ideología anti-LGBT
Las publicaciones y propaganda de los testigos de Jehová en los últimos años han incluido una fuerte retórica anti-LGBT como parte de sus mecanismos de disciplina congregacional. En mayo de 2016, una propaganda de los Testigos de Jehová dirigida al público infantil difundida tanto en su web como en sus plataformas presenciales de difusión, causó controversia y repudio en diversos países al señalar que "los matrimonios homoparentales no son dignas de entrar al paraíso". Otras publicaciones como el libro Lo que los jóvenes preguntan, respuestas prácticas de 1989, y ¡Disfrute de la vida para siempre! Curso interactivo de la Biblia de 2021, incluyen puntos de vista que justifican conductas de violencia y odio contra la población LGBTIQ+ como las terapias de conversión, y la oposición a la educación sexual integral, entre otras conductas.  

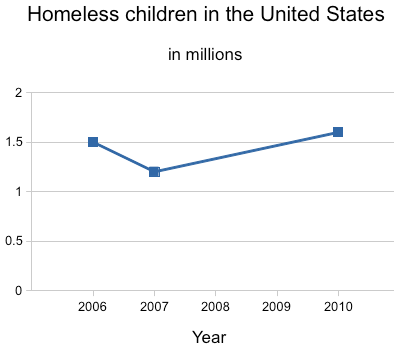
Estadísticas estimadas en Estados Unidos sobre niños, niñas y adolescentes en situación de calle entre fines de la década de los 2000 e inicios de la década de 2010. Las cifras han mantenido un sostenido aumento según las estadísticas de los años 2011, 2012, y 2013, así como en años posteriores, una tasa tres veces mayor a las registradas en ese país en 1983. Las causas de este aumento incluyen las secuelas de culturas autoritarias y con fuerte retórica anti-LGBT como las existentes al interior de las familias vinculadas a los testigos de Jehová.

Los testigos de Jehová han defendido y justificado sus prácticas de expulsión a adolescentes y jóvenes LGBTIQ+ señalando —a modo de gaslightning— que la "muerte social" es "un acto de amor y de generosidad". De acuerdo a su dogma sobre la materia, adolescentes y jóvenes LGBTIQ+ deben ser expulsados inmediatamente en caso de "no controlar sus impulsos y resistir las tentaciones". Desde las ciencias sociales se ha estudiado el grave impacto social y las externalidades negativas derivadas de estos mecanismos de disciplina congregacional.
De acuerdo a estadísticas sobre las personas en situación de exclusión social, extrema pobreza y sinhogarismo en Estados Unidos, un porcentaje importante de personas jóvenes en esta situación corresponde a jóvenes y adolescentes LGBTIQ+ que crecieron en familias de comunidades vinculadas a los testigos de Jehová que fueron expulsados de sus hogares como consecuencia de las prácticas de disciplina congregacional de su organización. Similar situación ocurre en jóvenes y adolescentes LGBTIQ+ que crecieron en familias vinculadas a otras iglesias o movimientos religiosos con una fuerte cultura sectaria. Un estudio de 2010 sobre la materia señala que los jóvenes LGBTIQ+ sin hogar han crecido en culturas homofóbicas y culturas autoritarias y autárquicas como las de las comunidades de testigos de Jehová, tienen 8.4 veces más probabilidades de intentar suicidarse si son expulsados y excluidos por su familia y su entorno cercano. En 2006 un estudio señaló que el 62 por ciento de los jóvenes LGBTIQ+ en situación de calle habían intentado suicidarse en Estados Unidos. Otros estudios ratifican lo anterior al señalar que los jóvenes LGBTIQ+ en situación de calle que crecieron en familias con culturas autoritarias como las comunidades vinculadas a los Testigos de Jehová y que fueron expulsados de sus hogares como consecuencia de procedimientos de disciplina congregacional tienen alta prevalencia de depresión clínica y otros problemas de salud mental, así como una mayor probabilidad de ser víctimas de delitos, entre ellos, la trata y tráfico de personas y el narcotráfico.

De acuerdo con juristas especializados en la materia, así como disidentes y exmiembros de los testigos de Jehová, otras vulneraciones a personas LGBTIQ+ cometidas por parte de miembros de la congregación incluyen prácticas delictivas como las violaciones correctivas, entre otros delitos de acoso y abuso de poder, muchas veces en la impunidad.

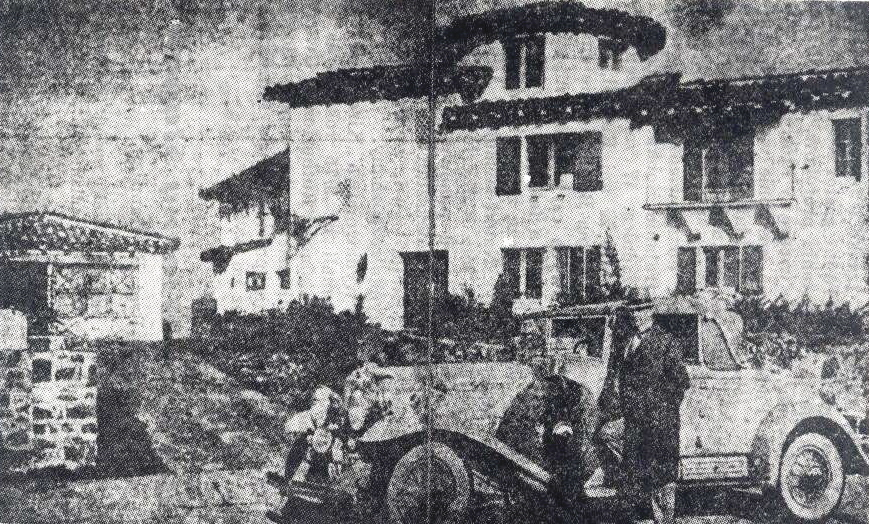
Joseph Franklin Rutherford posando frente a su mansión Beth Sarim, construida inicialmente para recibir a los patriarcas de la supuestamente inminente, Segunda Venida.

### Malversación de fondos durante la presidencia de Rutherford
Otro foco de críticas es la construcción de la mansión Beth Sarim, construida supuestamente para el «inminente retorno de los patriarcas», la cual finalmente nunca tuvo el uso que se planteó en las publicaciones de la Sociedad Wachtower, sino que se empleó como residencia particular de Joseph Franklin Rutherford hasta su fallecimiento en enero de 1942 el mismo que masificó la idea de la Segunda Venida a través de su libro de 1920, Millones que ahora viven no morirán jamás, editado por la Sociedad Watchtower.

### Predicciones, profecías y divulgación de teorías conspirativas

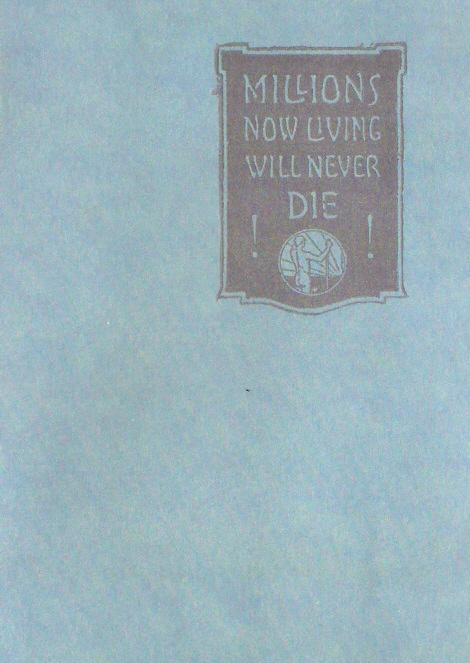
Portada de Millones que ahora viven no morirán jamás (1920), en el cual Joseph Franklin Rutherford profetizó erróneamente sobre el fin de los tiempos.

Diversos discursos bíblicos expuestos tanto en asambleas como en reuniones han incluido además teorías de la conspiración vinculadas con su escatología e ideología así como también a puntos de vista vinculadas a sus creencias sobre las Naciones Unidas.Joseph F. Rutherford, impuso esta doctrina y una serie de teorías conspirativas sobre la materia en las publicaciones de la Sociedad Watch Tower después de condenar públicamente en una serie de discursos y escritos a los políticos, líderes empresariales y clérigos en su apoyo a la Sociedad de Naciones. Luego, y bajo el liderazgo de Nathan Knorr, estas posiciones se radicalizaron a partir de lo publicado en el número del 15 de noviembre de 1963 de La Atalaya en el contexto de las profecías y predicciones sobre 1975.
A pesar de su posición pública sobre la ONU y el sistema de Naciones Unidas, en febrero de 1992, la corporación administrativa de los Testigos de Jehová, la Sociedad Watchtower, obtuvo su registro formal como organización no gubernamental (ONG) en el registro oficial del Departamento de Información Pública de las Naciones Unidas (UN/DPI) por razones que nunca fueron aclaradas públicamente por la organización. La Sociedad Watchtower solicitó voluntariamente la rescisión del convenio en octubre de 2001, rescisión oficializada el 9 de octubre de ese año después de que The Guardian informara sobre el asunto. A pesar del fiasco de las profecías y predicciones sobre 1975, y del cisma posterior en la organización, los testigos de Jehová a través de interpretaciones de la biblia y teorías de la conspiración incluidas en sus publicaciones aún enseñan que las Naciones Unidas son la "imagen de la bestia salvaje" a la que se hace referencia en Apocalípsis 13:1-18 y el cumplimiento de la "cosa repugnante que causa desolación" de Mateo 24:15. En los úlitmos años, las creencias y teorías de la conspiración sobre la materia se han utilizado frecuentemente en sus predicaciones y reuniones como un mecanismo argumentativo de disciplina congregacional para justificar su retórica anti-LGBT y como mecanismo de defensa frente a las denuncias de las víctimas de abuso eclesiástico y abuso sexual, así como también como justificación y defensa pública para su doctrina sobre la expulsión. [cita requerida]
Otra crítica tiene que ver con sus profecías fallidas, las cuales han sido citadas explícita o implícitamente en sus publicaciones, en particular las relacionadas con los años 1914, 1918, 1925 y 1975. En dichas ocasiones en que las profecías no se han cumplido, se han alterado doctrinas, o bien se ha justificado la falla mediante el término «revelaciones progresivas», que se interpretan como una conducción gradual de Dios a la comprensión más clara de la voluntad de sus seguidores.
Desde la sociología de la religión, la psicología social y desde varias vertientes de las ciencias sociales, se han desarrollado diversos trabajos, estudios de caso y análisis críticos acerca del desarrollo de estas prácticas y sus efectos en la sociedad, así como los mecanismos de persuasión coercitiva y manipulación social vinculados a la divulgación de las profecías, predicciones y teorías de la conspiración desarrolladas por la organización a lo largo del siglo XX.
Teólogos cristianos contemporáneos y disidentes y exmiembros de la organización han alertado y advertido sobre la base de un enfoque de derechos humanos, a lo señalado en los evangelios en Mateo 24:5-7 y a las evidencias tangibles desde la sociología de la religión, la psicología social y desde varias vertientes de las ciencias sociales sobre las secuelas graves de estas prácticas de manipulación y coerción en la sociedad. [cita requerida]
Estas prácticas -reforzadas además con la divulgación a través de sus prédicas y publicaciones de teorías de la conspiración vinculadas a su escatología- fueron habitualmente características bajo las presidencias de Charles Taze Russell, Joseph Franklin Rutherford, Nathan Homer Knorr y Frederick Willam Franz en el contexto de acontecimientos tales como la Primera Guerra Mundial, las secuelas sociales y políticas de la Gran Depresión de 1929, la Segunda Guerra Mundial y la Guerra Fría, entre otros conflictos sociales y políticos durante el síglo XX.
En 1966, y en medio de un contexto mundial marcado por la Guerra Fría, la Sociedad Watch Tower emitió la primera de lo que se convirtió en una secuencia de declaraciones y teorías de la conspiración sobre la importancia de una nueva fecha, 1975, que planteó la posibilidad de que ese año se anunciaría el comienzo del reinado milenario de Cristo y, junto con él, la condenación de los apóstatas y altivos.

De acuerdo con esta cronología bíblica confiable, seis mil años desde la creación del hombre terminarán en 1975, y el séptimo período de mil años de la historia humana comenzará en el otoño de 1975. Así que seis mil años de la existencia del hombre en la tierra pronto terminarán, sí, dentro de esta generación.

Cuán apropiado sería que Jehová Dios hiciera de este venidero séptimo período de mil años un Sábado -y consecuentemente- un período de descanso y liberación, un gran Jubileo sabatino para la proclamación de la libertad por todas partes. la tierra a todos sus habitantes! [...] Sería conforme al amoroso propósito de Jehová Dios que el reinado de Jesucristo, el "Señor del sábado", fuera paralelo al séptimo milenio de la existencia del hombre.

La esperanza dependía de la creencia de los testigos de Jehová de que Adán había sido creado en el hemisferio norte en el otoño de 4026 A. C. Las publicaciones de los testigos de Jehová de la época señalaban que el cierre de los primeros 6000 años de la historia humana podría corresponder con el final del "día de descanso" de Dios, con la transición marcada por la Batalla de Armagedón.
Un lenguaje menos cauteloso apareció en publicaciones distribuidas solo a miembros del grupo. En una edición de 1968 del boletín mensual Ministerio del Reino, se animó a los adherentes a aumentar sus actividades de predicación porque el tiempo se estaba agotando rápidamente: "Menos de cien meses nos separan del final de 6000 años de la historia del hombre. Qué puede hacer usted en todo ese tiempo que queda de aquí a la conclusión del sistema?" Algunos Testigos vendieron sus posesiones, pospusieron cirugías y tratamientos médicos o cobraron sus pólizas de seguro para prepararse para el Armagedón y en mayo de 1974 la Sociedad Watch Tower a través de sus publicaciones y su cuerpo gobernante les dijo a los miembros: "Se oyen informes de hermanos que venden sus casas y propiedades y planean terminar el resto de sus días en este antiguo sistema de cosas dedicándose al ejercer el servicio de precursor. Ciertamente, esta es una excelente manera de pasar el poco tiempo que queda antes del fin del mundo inicuo".
Hasta 1975 los testigos de Jehová esperaban la Segunda Venida. Como esta no se produjo, declararon que el término «parusía» en realidad significa «presencia» y no «llegada», que el Reino de Dios era espiritual y que el mundo estaba viviendo sus últimos días. El paso de 1975 sin incidentes evidentes dejó a la Sociedad Watch Tower y a su cuerpo gobernante expuesta a cuestionamientos y críticas sobre su gestión y sus labores de evangelización. Sin embargo, en lugar de mantener el significado profético de ese año, los miembros del cuerpo gobernante de los testigos de Jehová se embarcaron en un largo período de negación y purgas, culpando a los miembros de base, ancianos, superintendentes, bautizados y precursores por interpretar mal los dogmas de la organización. La Atalaya y el cuerpo gobernante inicialmente explicó que la razón del fracaso de la llegada de Armagedón se debió al lapso de tiempo entre la creación de Adán y Eva. Aunque la Sociedad había argumentado anteriormente que la brecha era "semanas o meses, no años", ahora decidió que el lapso de tiempo, después de todo, podría ser de años.
En 1976 la revista insistió en su explicación, pero declaró  -a modo de gaslightning- que los propios Testigos de Jehová tenían la culpa de sus ansiosas expectativas acerca de las profecías de 1975 porque habían leído mal la Biblia. "No fue la palabra de Dios la que falló o engañó [al Testigo de Jehová individual] y trajo desilusión, sino [...] su propio entendimiento estaba basado en premisas equivocadas". Cuatro años después, los principales miembros de la Sociedad finalmente reconocieron su error en la formulación inicial de la profecía, y en la revista La Atalaya del 15 de marzo de 1980, el cuerpo gobernante de los Testigos de Jehová se exculpó de su responsabilidad y afirmó que lamentaba sus afirmaciones sobre 1975. No asignó formalmente una interpretación diferente a la fecha y exigió que sus miembros reconocieran que nunca hubo una profecía explícita.
Debido a estas razones, entre 1975 a 1989 se desarrolló un cisma al interior de la organización.
La amplia divulgación de las profecías y predicciones de 1975 tuvo además consecuencias trágicas en Sudamérica. Debido a la presión de altas autoridades de la Iglesia Católica y el Estado Vaticano, las dictaduras cívico-militares de la época -en el contexto del Plan Cóndor- impulsaron acciones de terrorismo de Estado y persecución en contra de simpatizantes y miembros de la organización en gran parte de Sudamérica.
El investigador inglés George D. Chryssides ha argumentado que aunque ha habido algunas "expectativas no realizadas", los cambios en la cronología de los testigos de Jehová se pueden atribuir más a esquemas cronológicos modificados y/o manipulados que a predicciones fallidas. El cuerpo gobernante de los testigos de Jehová ha reconocido los errores, que señalan ayudaron a "limpiar y borrar" a los disidentes y detractores de sus filas, pero emplaza a sus adherentes y bautizados a que sigan confiando en que la "Palabra de Dios no ha fallado". En su edición del 15 de febrero de 1994, la revista La Atalaya señaló basándose en una revisión y estudio bíblico actualizado de los evangelios de Lucas, Marcos y Mateo que "millones de personas que hoy viven pueden dar fe de que esta señal se ha cumplido en las guerras mundiales y otros acontecimientos trascendentales de este siglo XX. Estos también señalan el cumplimiento mayor de la profecía de Jesús".La generación de 1914 pasó y murió completamente, por lo que desde 2010 en adelante al seguir sin cumplimiento se adoptó el concepto de  «generación traslapada».
Durante la década de 2020, y en el contexto de la crisis climática y los conflictos bélicos desarrollados durante la década, la escatología sobre el apocalipsis adquirió nuevamente relevancia en varias de sus publicaciones, algunas de ellas, incluyendo algunos hechos tergiversados mediante mecanismos de desinformación o bulos sobre materias científicas, a modo de reafirmación de su escatología. [cita requerida] Un ejemplo de ello se puede apreciar en el artículo 2023: A Year of Anxiety—⁠What Does the Bible Say? publicado en diciembre de 2023 por la organización. De las cinco fuentes citadas y mencionadas en el texto, cuatro eran verificables y accesibles a través de la web y una fuente citada correspondió a una cita inventada mediante un mecanismo de fake news.

### Críticas desde la teología a la Traducción del Nuevo Mundo de las Santas Escrituras

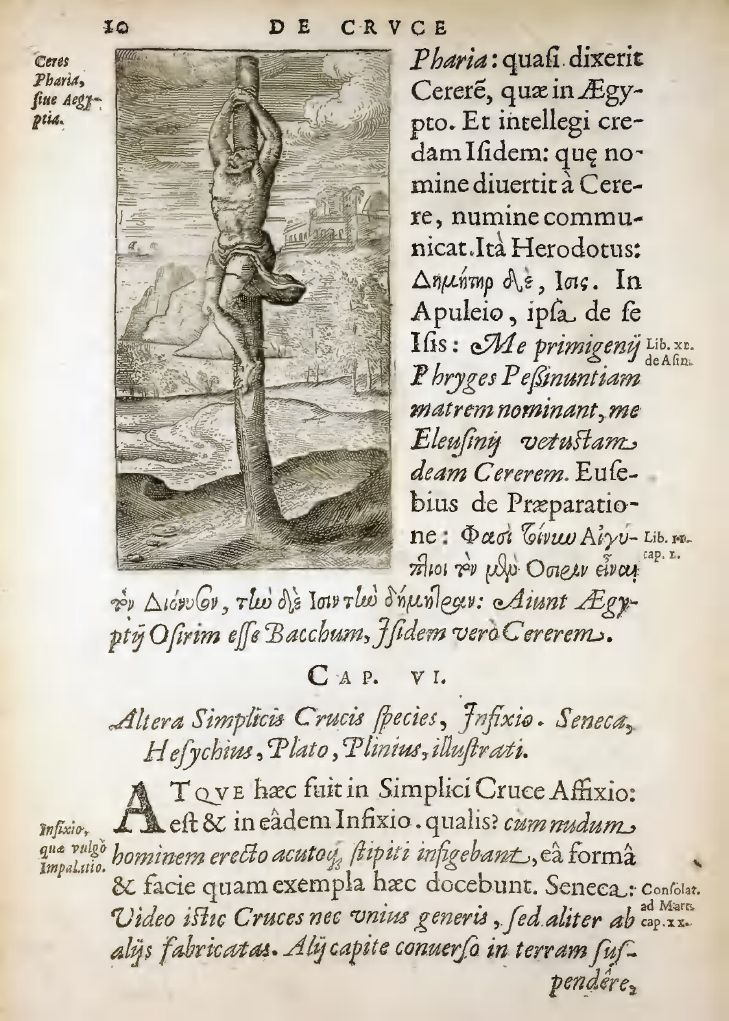
En su De cruce (Amberes 1594), p. 10 Justo Lipsio explica los dos sentidos de lo que llama crux simplex

Teólogos, autoridades religiosas, teleevangelistas y religiosos, en su mayoría vinculados a corrientes cristianas, especialmente con el pentecostalismo, movimientos marianistas, movimientos evangélicos carismáticos, movimientos evangélicos vinculados a la teología de la prosperidad y sectores radicales y conservadores de la Iglesia católica, critican el hecho que los testigos de Jehová manejen su propia versión de la Biblia, Traducción del Nuevo Mundo de las Santas Escrituras, pues consideran que presenta diferencias de traducción y omiten algunos textos de las versiones más conocidas. Gran parte de las críticas de pentecostales, marianistas, evangélicos y sectores radicales y conservadores de la Iglesia Católica a la Traducción del Nuevo Mundo se han enfocado en la interpretación de ciertos textos del Nuevo Testamento que se consideran parciales a favor de prácticas y doctrinas específicas de los Testigos de Jehová, así como la adopción de hipótesis como las sostenidas por Justo Lipsio y Miguel Servet  Éstas incluyen:
1. La hipótesis de que Jesús fue crucificado en un madero en lugar de una "cruz" como instrumento de la crucifixión de Jesús, también conocido como hipótesis crux simplex.
2. El uso del artículo indefinido en su traducción de Juan 1:1
3. El término "declaración pública" en Romanos 10:10, que puede reforzar el imperativo de participar en la predicación pública
4. El término "adquirir conocimiento" en lugar de "saber" en Juan 17:3 (en la revisión de 1984), para sugerir que la salvación depende del estudio continuo
5. La ubicación de la coma en Lucas 23:43, que según las visiones críticas de ciertas corrientes cristianas a la TNM afecta el momento del cumplimiento de la promesa de Jesús al ladrón en el Calvario.
6. Desde algunas corrientes cristianas fundamentalistas y sectores radicales y conservadores de la Iglesia Católica, la adopción de Jehová como traducción formal de Kýrios y theos en el Nuevo Testamento (Escrituras Greco-Romanas en la TNM)

Otras visiones críticas sobre la Traducción del Nuevo Mundo desde facciones radicales de corrientes pentecostales, marianistas, evangélicos y sectores radicales y conservadores de la Iglesia Católica, así como de telepredicadores vinculados al fundamentalismo cristiano, han incluido el uso descontextualizado de calificativos como "arrianismo" y otros conceptos similares para describir los puntos de vista e interpretaciones bíblicas de los testigos de Jehová.
En 1982, el teólogo pentecostal Gordon Fee y Douglas K. Stuart en su libro How to Read the Bible for All Its Worth se refieren a la Traducción del Nuevo Mundo como una "traducción extremadamente literal" llena de "doctrinas heréticas". En 1985, Alan Stewart Duthie respondió a la afirmación de Fee y Stuart de que la TNM está "llena de doctrinas heréticas", afirmando que aunque "se pueden encontrar algunas doctrinas heréticas... [eso] no llega ni al 0,1 % del total, lo que dista mucho del 'pleno'".
En el año 2004, el teólogo español Xabier Pikaza señaló en un comentario sobre la TNM lo siguiente:

No se trata de una traducción directa de los idiomas originales, sino que se hace a partir del texto inglés (publicado en 1960), aunque los editores afirman haber consultado fielmente los textos originales hebreo y griego. Sin embargo, la edición, a dos columnas, está muy cuidada; Incluye un aparato crítico y numerosas referencias intertextuales. Muchos eruditos católicos y protestantes han acusado a esta Biblia de defectos e interpretaciones sesgadas. Pero, en general, ofrece una visión fidedigna de la Palabra de Dios, que puede conducir a la humanidad al Nuevo Mundo, es decir, al Reino Mesiánico

En 2004, Anthony Byatt y Hal Flemings publicaron su antología Your Word is Truth', Essays in Celebration of the 50th Anniversary of the New World Translation of the Holy Scriptures (1950, 1953). El libro incluye ensayos que respondían a las críticas de la Traducción del Nuevo Mundo por parte de teólogos sin vínculo u asociación con los Testigos de Jehová y una bibliografía de reseñas de la obra. George D. Chryssides declaró en 2019 que las críticas desfavorables de Harold Henry Rowley, Julius R. Mantey y William Barclay "eran extremadamente vagas", pero que Bruce M. Metzger "mencionó algunos pasajes específicos que creía que estaban traducidos incorrectamente".

### Tratamiento de la organización religiosa hacia las comunidades indígenas
En diversas latitudes en el mundo, las actividades de la organización en territorios poblados mayoritariamente por comunidades indígenas han originado diversas situaciones de conflictividad social y litigios legales sobre la materia. En Colombia, las prácticas de disciplina congregacional al interior de las congregaciones establecidas en las comunidades Wiwa, y las secuelas sociales de la evangelización al interior de esas comunidades, llevaron a que los dirigentes de esas comunidades expulsaran a misioneros de la organización, bajo el argumento de que la organización religiosa estaba vulnerando las garantías legales establecidas en el Convenio 169 de la OIT y la jurisprudencia local sobre la materia.
Similares situaciones han ocurrido en Chile y Argentina, especialmente en las comunidades mapuche de esos países donde la organización religiosa ha tenido un arraigo emergente en un contexto marcado por los conflictos sociales y políticos en la zona. La publicación de las Escrituras Greco-Romanas en Mapuzugun en el año 2022 -traducción desarrollada por la sucursal de los testigos de Jehová en Chile- fueron objeto de críticas por parte de varias organizaciones políticas regionales de ambos países como la Confederación Mapuche Neuquina, entre otras, ya que consideran que la organización religiosa vulnera el admapu y que sus labores de evangelización y prácticas religiosas ponen en riesgo la preservación del patrimonio inmaterial y las creencias espirituales propias de la cultura y cosmovisión del pueblo mapuche. Otras repercusiones de la publicación de la traducción de las escrituras al Mapuzugun incluyeron críticas públicas por parte de la Sociedad de Escritores de Chile al escaso interés del estado de Chile y del sector editorial por publicar traducciones de obras literarias al Mapuzugun, dado que según estadísticas de la Cámara Chilena del Libro de ese año, la publicación de la organización religiosa fue una de las pocas traducciones en esa lengua editadas en Chile en el año 2022. La organización se ha defendido de estas críticas argumentando que su labor como organización religiosa ha permitido la preservación y divulgación de lenguas de las comunidades indígenas.
En México, un litigio legal entre personas expulsadas de la comunidad wixárika de Tuxpan de Bolaños y dirigentes de esas comunidades originado en el año 2017 obligó a las autoridades locales a mediar en la materia debido a las diversas vulneraciones a los derechos fundamentales en la población afectada, entre ellas menores de edad. Tras tres años de litigio, una sentencia de la Suprema Corte de Justicia de México sentó precedente en el año 2020 al obligar a los dirigentes de la comunidad wixárika de Tuxpan de Bolaños a reincorporar a las personas afectadas en el territorio de sus comunidades y ordenó a las autoridades del estado a que garantizaran la seguridad de ambas partes en el marco del proceso de reincorporación. Asimismo, la sentencia de 2020 obligó a la sucursal en México de los testigos de Jehová y a diversos credos presentes en la comunidad wixárika de Tuxpan de Bolaños a reubicar y reorganizar sus congregaciones en esa zona en atención al Convenio 169 de la OIT sobre pueblos indígenas. Otras situaciones de conflictividad social entre comunidades de testigos de Jehová y comunidades indígenas en México han incluido situaciones de vulneración y vandalismo por parte de adherentes y miembros de la organización religiosa a sitios de interés religioso para las comunidades indígenas locales, como lo ocurrido en la comunidad otomí en el año 2016.
Otros cuestionamientos desde las comunidades indígenas han incluido las prácticas religiosas de la organización y el rol e influencia de las teorías de la conspiración difundidas en sus publicaciones las que han puesto en peligro la preservación del patrimonio inmaterial y material de las comunidades indígenas.[cita requerida]

### Divergencias sobre la aplicabilidad de la doctrina sobre el uso de la sangre y hemoderivados
La aplicabilidad de la doctrina y los puntos de vista de los testigos de Jehová sobre el uso de la sangre y hemoderivados en procedimientos médicos ha sido materia de divergencias y debates por parte de especialistas clínicos. Algunos puntos de vista han sugerido que por la complejidad de su aplicabilidad, así como de las dificultades desde el punto de vista técnico y logístico especialmente en contextos donde existe una escasa o nula preparación sobre procedimientos médicos sin utilización de sangre, los altos riesgos de morbilidad derivados de la escasez de equipamiento y personal clínico preparado obligan a los médicos a sugerir la necesidad de informar directamente al paciente sobre el alcance y accesibilidad de los procedimientos disponibles en los servicios hospitalarios locales bajo el principio del consentimiento informado y el ejercicio libre y autónomo del derecho a la salud.
Debido a la pandemia de VIH en la década de 1980, y a incidentes como el escándalo de sangre contaminada en el Reino Unido, los desarrollos de procedimientos clínicos sin utilización de sangre se intensificaron a partir de la segunda mitad de la década de 1980 tomando como referencia la posición de los pacientes adherentes a las creencias de los testigos de Jehová. [cita requerida]Un número importante de médicos han expresado su voluntad de respetar las preferencias de los pacientes y proporcionar un tratamiento sin sangre  a pesar de que un número muy limitado de hospitales y centros clínicos en el mundo ofrecen programas de medicina y cirugía sin sangre para pacientes que desean evitar o limitar las transfusiones de sangre  y al hecho de que especialmente en países de ingreso medio y países subdesarrollados, la accesibilidad a tecnologías como las cirugías sin utilización de sangre son extremadamente limitadas o costosas. La cirugía sin sangre se ha realizado con éxito en procedimientos significativos, incluida la cirugía a corazón abierto y los reemplazos totales de cadera.
Un boletín emitido en el año 2006 a través de la publicación Nuestro Ministerio del Reino declaró: «Aunque los testigos de Jehová no donan o almacenan su propia sangre para transfusiones, algunos procedimientos o pruebas con la sangre de un individuo no están tan claramente en conflicto con los principios bíblicos. Por lo tanto, cada individuo debe tomar una decisión de conciencia». De acuerdo a las directrices adoptadas a partir de la década del 2000 por la organización religiosa cada individuo según su propia conciencia debe decidir voluntariamente sobre si los procedimientos son aceptables o no. De ahí que algunos testigos de Jehová elijan aceptar el uso de fracciones sanguíneas y hemoderivados y otros no. En algunos países, se han fijado protocolos formales en conformidad a la jurisprudencia sobre los derechos del paciente y el ejercicio del derecho a la salud en conformidad con los derechos a la libertad de conciencia y el derecho a la intimidad. Sin embargo, en países con una legislación más laxa sobre la materia, se ha llegado a una situación de falta de certezas jurídicas tanto para los médicos como para los pacientes debido a una excesiva judicialización sobre la legalidad de los procedimientos clínicos y a una ausencia de regulaciones y restricciones respecto del rol e injerencia de los Comités de Enlace con los Hospitales (CEH). Debido a esto, algunas sentencias judiciales en diversos países han sido enfáticas respecto de los alcances y el ámbito de aplicabilidad jurídica del ejercicio autónomo de la libertad de conciencia por parte de los pacientes y el consentimiento informado.
Dados estos criterios, el hecho de que una fracción «constituya una parte significativa del componente en cuestión» o «desempeñe la función primordial de un componente principal» puede suponer que la consideren inaceptable. Esta postura de dividir la sangre en componentes principales y fracciones menores en vez de, o bien aceptar toda la sangre o bien exigir «derramar todo componente» ha suscitado la crítica por parte de algunos divulgadores científicos[cita requerida] y diversas organizaciones como  Advocates for Jehovah's Witness Reform on Blood (Asociación de Testigos de Jehová para la Reforma en el asunto de la Sangre). Críticas desde la teología han señalado que estos puntos de vista sobre la sangre no son coherentes con la posición teológica de la organización respecto de la abolición de la ley mosaica. Según el abogado Kerry Louderback-Wood, extestigo de Jehová, la Sociedad Watch Tower distorsiona respecto de la composición de la sangre mediante argumentos pseudocientíficos. Sumadas en su conjunto, «constituyen el total del volumen sanguíneo del que proceden». Como ejemplo de esto tenemos el plasma sanguíneo, que está constituido en un 90-96 % por agua. El resto consiste principalmente en albúmina, globulinas, fibrinógeno y factores de coagulación. Estas cuatro fracciones les están permitidas, pero solo por separado.
Independientemente de las consideraciones médicas, diversas corrientes sobre la materia han sostenido que los médicos deben respetar el derecho del paciente a ser informado previamente respecto de los procedimientos clínicos y la disponibilidad y viabilidad técnica de procedimientos clínicos sin utilización de sangre en atención a la situación clínica del paciente, aún cuando el asociado o miembro y publicador en ejercicio está eventualmente sujeto a sanciones religiosas y al ostracismo en caso de ejercer autónomamente su derecho a elegir una transfusión de sangre.

## Testigos de Jehová en el cine
Sobre los testigos de Jehová se han realizado documentales como Knocking en el 2006. También se han producido películas donde hay una caracterización sobre la materia, como ocurre en la película dirigida por Clint Eastwood y protagonizada por Kevin Costner llamada Un mundo perfecto, donde el delincuente Robert 'Butch' Haynes se escapa de la cárcel de Huntsville y, en su huida, secuestra a un niño de 8 años, perteneciente a una familia de testigos de Jehová.
Por otra parte, se han realizado filmes con un carácter crítico, como fue el caso de To verdener, donde se muestra el rechazo de los padres a que sus hijos se casen con no creyentes. Por otro lado, Apostasy, película nominada en los premios BAFTA de 2018 por mejor director, guionista o productor británico novel; muestra el conflicto y sufrimiento en una familia afiliada a los testigos de Jehová donde una de sus hijas es amenazada con la expulsión de la congregación.
Otras obras como The Children Act, dirigida por Richard Eyre y basada en el libro homónimo escrito por Ian McEwan, abordan aspectos jurídicos y éticos desde el punto de vista del derecho a la libertad de conciencia y el derecho a la salud. Asimismo, la cultura homofóbica y las secuelas de la retórica anti-LGBT al interior de la organización es retratada en la película You can live forever de los realizadores Sarah Watts y Mark Slutsky, estrenada en el año 2022.